# Lista de asteroides (45001-46000)
Esta é uma lista parcial de asteroides, do asteroide número 45001 até o 46000, inclusive. Veja também o índice com todas as listas disponíveis.

| Objeto Próximos à Terra | Cinturão de asteroides (interno) | Cinturão de asteroides (externo) | Centauro       |
| Cruzador de Marte       | Cinturão de asteroides (meio)    | Troianos de Júpiter              | Transnetuniano |

Veja mais dados de cada asteroide na ligação externa para o Minor Planet Center na última coluna.
Índice: 45001... 45101... 45201... 45301... 45401... 45501... 45601... 45701... 45801... 45901... 

## 45001–45100
| Designação      | Designação | Descoberta  | Descoberta          | Descobridor(es) | Categoria | Mais informações / Referência |
| Permanente      | Provisória | Data        | Local               | Descobridor(es) | Categoria | Mais informações / Referência |
| --------------- | ---------- | ----------- | ------------------- | --------------- | --------- | ----------------------------- |
| 45001           | 1999 VZ186 | 15 nov 1999 | Socorro             | LINEAR          | —         | MPC                           |
| 45002           | 1999 VS193 | 3 nov 1999  | Anderson Mesa       | LONEOS          | —         | MPC                           |
| 45003           | 1999 VL194 | 1 nov 1999  | Catalina            | CSS             | —         | MPC                           |
| 45004           | 1999 VD197 | 2 nov 1999  | Catalina            | CSS             | —         | MPC                           |
| 45005           | 1999 VR198 | 3 nov 1999  | Catalina            | CSS             | —         | MPC                           |
| 45006           | 1999 VV198 | 3 nov 1999  | Catalina            | CSS             | —         | MPC                           |
| 45007           | 1999 VD201 | 6 nov 1999  | Catalina            | CSS             | —         | MPC                           |
| 45008           | 1999 VN201 | 3 nov 1999  | Socorro             | LINEAR          | —         | MPC                           |
| 45009           | 1999 VR204 | 9 nov 1999  | Catalina            | CSS             | Phocaea   | MPC                           |
| 45010           | 1999 VS209 | 11 nov 1999 | Catalina            | CSS             | —         | MPC                           |
| 45011           | 1999 VC217 | 4 nov 1999  | Socorro             | LINEAR          | —         | MPC                           |
| 45012           | 1999 VY222 | 7 nov 1999  | Socorro             | LINEAR          | —         | MPC                           |
| 45013           | 1999 WK    | 16 nov 1999 | Oizumi              | T. Kobayashi    | —         | MPC                           |
| 45014           | 1999 WP    | 18 nov 1999 | Oizumi              | T. Kobayashi    | —         | MPC                           |
| 45015           | 1999 WQ    | 16 nov 1999 | Ondřejov            | P. Kušnirák     | —         | MPC                           |
| 45016           | 1999 WV2   | 30 nov 1999 | Kleť                | Kleť Obs.       | —         | MPC                           |
| 45017           | 1999 WK3   | 28 nov 1999 | Oizumi              | T. Kobayashi    | —         | MPC                           |
| 45018           | 1999 WS3   | 28 nov 1999 | Oizumi              | T. Kobayashi    | —         | MPC                           |
| 45019           | 1999 WU4   | 28 nov 1999 | Oizumi              | T. Kobayashi    | —         | MPC                           |
| 45020           | 1999 WC5   | 28 nov 1999 | Oizumi              | T. Kobayashi    | —         | MPC                           |
| 45021           | 1999 WE6   | 28 nov 1999 | Višnjan Observatory | K. Korlević     | —         | MPC                           |
| 45022           | 1999 WF6   | 28 nov 1999 | Višnjan Observatory | K. Korlević     | —         | MPC                           |
| 45023           | 1999 WM6   | 28 nov 1999 | Višnjan Observatory | K. Korlević     | —         | MPC                           |
| 45024           | 1999 WN7   | 28 nov 1999 | Višnjan Observatory | K. Korlević     | —         | MPC                           |
| 45025           | 1999 WY7   | 29 nov 1999 | Višnjan Observatory | K. Korlević     | —         | MPC                           |
| 45026           | 1999 WE8   | 28 nov 1999 | Kvistaberg          | UDAS            | —         | MPC                           |
| 45027 Cosquer   | 1999 WA9   | 28 nov 1999 | Gnosca              | S. Sposetti     | —         | MPC                           |
| 45028           | 1999 WD9   | 28 nov 1999 | Črni Vrh            | Črni Vrh        | —         | MPC                           |
| 45029           | 1999 WN9   | 30 nov 1999 | Oizumi              | T. Kobayashi    | —         | MPC                           |
| 45030           | 1999 WJ13  | 30 nov 1999 | Kitt Peak           | Spacewatch      | —         | MPC                           |
| 45031           | 1999 WR13  | 29 nov 1999 | Višnjan Observatory | K. Korlević     | —         | MPC                           |
| 45032           | 1999 WL16  | 29 nov 1999 | Kitt Peak           | Spacewatch      | —         | MPC                           |
| 45033           | 1999 WL20  | 16 nov 1999 | Socorro             | LINEAR          | —         | MPC                           |
| 45034           | 1999 XA2   | 3 dez 1999  | Fountain Hills      | C. W. Juels     | Phocaea   | MPC                           |
| 45035           | 1999 XB2   | 3 dez 1999  | Fountain Hills      | C. W. Juels     | —         | MPC                           |
| 45036           | 1999 XD3   | 4 dez 1999  | Catalina            | CSS             | —         | MPC                           |
| 45037           | 1999 XP4   | 4 dez 1999  | Catalina            | CSS             | —         | MPC                           |
| 45038           | 1999 XE6   | 4 dez 1999  | Catalina            | CSS             | —         | MPC                           |
| 45039           | 1999 XW7   | 4 dez 1999  | Prescott            | P. G. Comba     | —         | MPC                           |
| 45040           | 1999 XJ8   | 3 dez 1999  | Oizumi              | T. Kobayashi    | —         | MPC                           |
| 45041           | 1999 XE10  | 5 dez 1999  | Catalina            | CSS             | —         | MPC                           |
| 45042           | 1999 XW10  | 5 dez 1999  | Catalina            | CSS             | —         | MPC                           |
| 45043           | 1999 XG11  | 5 dez 1999  | Catalina            | CSS             | —         | MPC                           |
| 45044           | 1999 XW12  | 5 dez 1999  | Socorro             | LINEAR          | —         | MPC                           |
| 45045           | 1999 XD17  | 7 dez 1999  | Socorro             | LINEAR          | —         | MPC                           |
| 45046           | 1999 XN20  | 5 dez 1999  | Socorro             | LINEAR          | —         | MPC                           |
| 45047           | 1999 XO20  | 5 dez 1999  | Socorro             | LINEAR          | —         | MPC                           |
| 45048           | 1999 XB21  | 5 dez 1999  | Socorro             | LINEAR          | —         | MPC                           |
| 45049           | 1999 XL21  | 5 dez 1999  | Socorro             | LINEAR          | —         | MPC                           |
| 45050           | 1999 XW21  | 5 dez 1999  | Socorro             | LINEAR          | Phocaea   | MPC                           |
| 45051           | 1999 XP22  | 6 dez 1999  | Socorro             | LINEAR          | —         | MPC                           |
| 45052           | 1999 XX23  | 6 dez 1999  | Socorro             | LINEAR          | —         | MPC                           |
| 45053           | 1999 XK26  | 6 dez 1999  | Socorro             | LINEAR          | —         | MPC                           |
| 45054           | 1999 XN26  | 6 dez 1999  | Socorro             | LINEAR          | —         | MPC                           |
| 45055           | 1999 XT26  | 6 dez 1999  | Socorro             | LINEAR          | —         | MPC                           |
| 45056           | 1999 XR27  | 6 dez 1999  | Socorro             | LINEAR          | —         | MPC                           |
| 45057           | 1999 XO29  | 6 dez 1999  | Socorro             | LINEAR          | —         | MPC                           |
| 45058           | 1999 XR29  | 6 dez 1999  | Socorro             | LINEAR          | —         | MPC                           |
| 45059           | 1999 XT29  | 6 dez 1999  | Socorro             | LINEAR          | —         | MPC                           |
| 45060           | 1999 XL30  | 6 dez 1999  | Socorro             | LINEAR          | —         | MPC                           |
| 45061           | 1999 XL31  | 6 dez 1999  | Socorro             | LINEAR          | —         | MPC                           |
| 45062           | 1999 XM31  | 6 dez 1999  | Socorro             | LINEAR          | —         | MPC                           |
| 45063           | 1999 XR31  | 6 dez 1999  | Socorro             | LINEAR          | —         | MPC                           |
| 45064           | 1999 XT31  | 6 dez 1999  | Socorro             | LINEAR          | —         | MPC                           |
| 45065           | 1999 XU31  | 6 dez 1999  | Socorro             | LINEAR          | —         | MPC                           |
| 45066           | 1999 XN32  | 6 dez 1999  | Socorro             | LINEAR          | —         | MPC                           |
| 45067           | 1999 XW32  | 6 dez 1999  | Socorro             | LINEAR          | —         | MPC                           |
| 45068           | 1999 XA34  | 6 dez 1999  | Socorro             | LINEAR          | Brangane  | MPC                           |
| 45069           | 1999 XB35  | 6 dez 1999  | Socorro             | LINEAR          | —         | MPC                           |
| 45070           | 1999 XA36  | 6 dez 1999  | Gekko               | T. Kagawa       | —         | MPC                           |
| 45071           | 1999 XA37  | 7 dez 1999  | Oaxaca              | J. M. Roe       | —         | MPC                           |
| 45072           | 1999 XC37  | 7 dez 1999  | Fountain Hills      | C. W. Juels     | —         | MPC                           |
| 45073 Doyanrose | 1999 XN37  | 7 dez 1999  | Doyan Rose          | J. Ruthroff     | —         | MPC                           |
| 45074           | 1999 XA38  | 6 dez 1999  | Gnosca              | S. Sposetti     | —         | MPC                           |
| 45075           | 1999 XB38  | 6 dez 1999  | Gnosca              | S. Sposetti     | —         | MPC                           |
| 45076           | 1999 XQ38  | 8 dez 1999  | Socorro             | LINEAR          | —         | MPC                           |
| 45077           | 1999 XU39  | 6 dez 1999  | Socorro             | LINEAR          | —         | MPC                           |
| 45078           | 1999 XZ39  | 6 dez 1999  | Socorro             | LINEAR          | —         | MPC                           |
| 45079           | 1999 XZ41  | 7 dez 1999  | Socorro             | LINEAR          | —         | MPC                           |
| 45080           | 1999 XB43  | 7 dez 1999  | Socorro             | LINEAR          | —         | MPC                           |
| 45081           | 1999 XE44  | 7 dez 1999  | Socorro             | LINEAR          | —         | MPC                           |
| 45082           | 1999 XF44  | 7 dez 1999  | Socorro             | LINEAR          | —         | MPC                           |
| 45083           | 1999 XQ44  | 7 dez 1999  | Socorro             | LINEAR          | —         | MPC                           |
| 45084           | 1999 XG45  | 7 dez 1999  | Socorro             | LINEAR          | —         | MPC                           |
| 45085           | 1999 XH45  | 7 dez 1999  | Socorro             | LINEAR          | —         | MPC                           |
| 45086           | 1999 XE46  | 7 dez 1999  | Socorro             | LINEAR          | —         | MPC                           |
| 45087           | 1999 XM46  | 7 dez 1999  | Socorro             | LINEAR          | —         | MPC                           |
| 45088           | 1999 XX46  | 7 dez 1999  | Socorro             | LINEAR          | —         | MPC                           |
| 45089           | 1999 XA47  | 7 dez 1999  | Socorro             | LINEAR          | —         | MPC                           |
| 45090           | 1999 XA49  | 7 dez 1999  | Socorro             | LINEAR          | —         | MPC                           |
| 45091           | 1999 XT49  | 7 dez 1999  | Socorro             | LINEAR          | —         | MPC                           |
| 45092           | 1999 XD50  | 7 dez 1999  | Socorro             | LINEAR          | —         | MPC                           |
| 45093           | 1999 XF52  | 7 dez 1999  | Socorro             | LINEAR          | —         | MPC                           |
| 45094           | 1999 XX53  | 7 dez 1999  | Socorro             | LINEAR          | —         | MPC                           |
| 45095           | 1999 XE55  | 7 dez 1999  | Socorro             | LINEAR          | —         | MPC                           |
| 45096           | 1999 XE56  | 7 dez 1999  | Socorro             | LINEAR          | —         | MPC                           |
| 45097           | 1999 XL59  | 7 dez 1999  | Socorro             | LINEAR          | —         | MPC                           |
| 45098           | 1999 XK66  | 7 dez 1999  | Socorro             | LINEAR          | —         | MPC                           |
| 45099           | 1999 XN66  | 7 dez 1999  | Socorro             | LINEAR          | —         | MPC                           |
| 45100           | 1999 XZ66  | 7 dez 1999  | Socorro             | LINEAR          | —         | MPC                           |

## 45101–45200
| Designação | Designação | Descoberta  | Descoberta     | Descobridor(es)       | Categoria | Mais informações / Referência |
| Permanente | Provisória | Data        | Local          | Descobridor(es)       | Categoria | Mais informações / Referência |
| ---------- | ---------- | ----------- | -------------- | --------------------- | --------- | ----------------------------- |
| 45101      | 1999 XA68  | 7 dez 1999  | Socorro        | LINEAR                | —         | MPC                           |
| 45102      | 1999 XN69  | 7 dez 1999  | Socorro        | LINEAR                | —         | MPC                           |
| 45103      | 1999 XJ70  | 7 dez 1999  | Socorro        | LINEAR                | —         | MPC                           |
| 45104      | 1999 XY73  | 7 dez 1999  | Socorro        | LINEAR                | —         | MPC                           |
| 45105      | 1999 XU74  | 7 dez 1999  | Socorro        | LINEAR                | —         | MPC                           |
| 45106      | 1999 XX74  | 7 dez 1999  | Socorro        | LINEAR                | —         | MPC                           |
| 45107      | 1999 XA75  | 7 dez 1999  | Socorro        | LINEAR                | —         | MPC                           |
| 45108      | 1999 XD76  | 7 dez 1999  | Socorro        | LINEAR                | —         | MPC                           |
| 45109      | 1999 XZ76  | 7 dez 1999  | Socorro        | LINEAR                | —         | MPC                           |
| 45110      | 1999 XH77  | 7 dez 1999  | Socorro        | LINEAR                | —         | MPC                           |
| 45111      | 1999 XJ77  | 7 dez 1999  | Socorro        | LINEAR                | Brangane  | MPC                           |
| 45112      | 1999 XG78  | 7 dez 1999  | Socorro        | LINEAR                | —         | MPC                           |
| 45113      | 1999 XZ78  | 7 dez 1999  | Socorro        | LINEAR                | —         | MPC                           |
| 45114      | 1999 XY81  | 7 dez 1999  | Socorro        | LINEAR                | —         | MPC                           |
| 45115      | 1999 XN82  | 7 dez 1999  | Socorro        | LINEAR                | —         | MPC                           |
| 45116      | 1999 XE83  | 7 dez 1999  | Socorro        | LINEAR                | —         | MPC                           |
| 45117      | 1999 XA85  | 7 dez 1999  | Socorro        | LINEAR                | —         | MPC                           |
| 45118      | 1999 XZ85  | 7 dez 1999  | Socorro        | LINEAR                | —         | MPC                           |
| 45119      | 1999 XA86  | 7 dez 1999  | Socorro        | LINEAR                | —         | MPC                           |
| 45120      | 1999 XX86  | 7 dez 1999  | Socorro        | LINEAR                | —         | MPC                           |
| 45121      | 1999 XZ86  | 7 dez 1999  | Socorro        | LINEAR                | —         | MPC                           |
| 45122      | 1999 XB88  | 7 dez 1999  | Socorro        | LINEAR                | —         | MPC                           |
| 45123      | 1999 XH88  | 7 dez 1999  | Socorro        | LINEAR                | —         | MPC                           |
| 45124      | 1999 XS88  | 7 dez 1999  | Socorro        | LINEAR                | —         | MPC                           |
| 45125      | 1999 XA89  | 7 dez 1999  | Socorro        | LINEAR                | —         | MPC                           |
| 45126      | 1999 XB89  | 7 dez 1999  | Socorro        | LINEAR                | Brangane  | MPC                           |
| 45127      | 1999 XS89  | 7 dez 1999  | Socorro        | LINEAR                | —         | MPC                           |
| 45128      | 1999 XC91  | 7 dez 1999  | Socorro        | LINEAR                | Mitidika  | MPC                           |
| 45129      | 1999 XJ91  | 7 dez 1999  | Socorro        | LINEAR                | —         | MPC                           |
| 45130      | 1999 XQ91  | 7 dez 1999  | Socorro        | LINEAR                | —         | MPC                           |
| 45131      | 1999 XE92  | 7 dez 1999  | Socorro        | LINEAR                | —         | MPC                           |
| 45132      | 1999 XJ93  | 7 dez 1999  | Socorro        | LINEAR                | —         | MPC                           |
| 45133      | 1999 XM93  | 7 dez 1999  | Socorro        | LINEAR                | —         | MPC                           |
| 45134      | 1999 XN93  | 7 dez 1999  | Socorro        | LINEAR                | —         | MPC                           |
| 45135      | 1999 XN94  | 7 dez 1999  | Socorro        | LINEAR                | —         | MPC                           |
| 45136      | 1999 XO94  | 7 dez 1999  | Socorro        | LINEAR                | —         | MPC                           |
| 45137      | 1999 XH96  | 7 dez 1999  | Socorro        | LINEAR                | —         | MPC                           |
| 45138      | 1999 XC97  | 7 dez 1999  | Socorro        | LINEAR                | —         | MPC                           |
| 45139      | 1999 XP97  | 7 dez 1999  | Socorro        | LINEAR                | —         | MPC                           |
| 45140      | 1999 XW98  | 7 dez 1999  | Socorro        | LINEAR                | —         | MPC                           |
| 45141      | 1999 XZ100 | 7 dez 1999  | Socorro        | LINEAR                | —         | MPC                           |
| 45142      | 1999 XJ102 | 7 dez 1999  | Socorro        | LINEAR                | —         | MPC                           |
| 45143      | 1999 XO103 | 7 dez 1999  | Socorro        | LINEAR                | —         | MPC                           |
| 45144      | 1999 XA104 | 7 dez 1999  | Nachi-Katsuura | Y. Shimizu, T. Urata  | —         | MPC                           |
| 45145      | 1999 XN105 | 8 dez 1999  | Nachi-Katsuura | H. Shiozawa, T. Urata | —         | MPC                           |
| 45146      | 1999 XC106 | 11 dez 1999 | Oizumi         | T. Kobayashi          | Mitidika  | MPC                           |
| 45147      | 1999 XA108 | 4 dez 1999  | Catalina       | CSS                   | —         | MPC                           |
| 45148      | 1999 XD109 | 4 dez 1999  | Catalina       | CSS                   | —         | MPC                           |
| 45149      | 1999 XN110 | 5 dez 1999  | Catalina       | CSS                   | —         | MPC                           |
| 45150      | 1999 XP110 | 5 dez 1999  | Catalina       | CSS                   | Phocaea   | MPC                           |
| 45151      | 1999 XB111 | 5 dez 1999  | Catalina       | CSS                   | —         | MPC                           |
| 45152      | 1999 XO112 | 11 dez 1999 | Socorro        | LINEAR                | —         | MPC                           |
| 45153      | 1999 XD113 | 11 dez 1999 | Socorro        | LINEAR                | —         | MPC                           |
| 45154      | 1999 XL113 | 11 dez 1999 | Socorro        | LINEAR                | Phocaea   | MPC                           |
| 45155      | 1999 XW113 | 11 dez 1999 | Socorro        | LINEAR                | —         | MPC                           |
| 45156      | 1999 XV114 | 11 dez 1999 | Socorro        | LINEAR                | Phocaea   | MPC                           |
| 45157      | 1999 XA117 | 5 dez 1999  | Catalina       | CSS                   | —         | MPC                           |
| 45158      | 1999 XJ117 | 5 dez 1999  | Catalina       | CSS                   | —         | MPC                           |
| 45159      | 1999 XQ119 | 5 dez 1999  | Catalina       | CSS                   | —         | MPC                           |
| 45160      | 1999 XS123 | 7 dez 1999  | Catalina       | CSS                   | —         | MPC                           |
| 45161      | 1999 XX123 | 7 dez 1999  | Catalina       | CSS                   | —         | MPC                           |
| 45162      | 1999 XX124 | 7 dez 1999  | Catalina       | CSS                   | —         | MPC                           |
| 45163      | 1999 XE127 | 9 dez 1999  | Fountain Hills | C. W. Juels           | —         | MPC                           |
| 45164      | 1999 XK127 | 9 dez 1999  | Fountain Hills | C. W. Juels           | —         | MPC                           |
| 45165      | 1999 XS128 | 10 dez 1999 | Socorro        | LINEAR                | —         | MPC                           |
| 45166      | 1999 XZ128 | 12 dez 1999 | Socorro        | LINEAR                | —         | MPC                           |
| 45167      | 1999 XG129 | 12 dez 1999 | Socorro        | LINEAR                | —         | MPC                           |
| 45168      | 1999 XG130 | 12 dez 1999 | Socorro        | LINEAR                | —         | MPC                           |
| 45169      | 1999 XQ132 | 12 dez 1999 | Socorro        | LINEAR                | —         | MPC                           |
| 45170      | 1999 XF133 | 12 dez 1999 | Socorro        | LINEAR                | —         | MPC                           |
| 45171      | 1999 XB134 | 12 dez 1999 | Socorro        | LINEAR                | —         | MPC                           |
| 45172      | 1999 XG134 | 12 dez 1999 | Socorro        | LINEAR                | —         | MPC                           |
| 45173      | 1999 XU136 | 14 dez 1999 | Fountain Hills | C. W. Juels           | —         | MPC                           |
| 45174      | 1999 XO137 | 2 dez 1999  | Anderson Mesa  | LONEOS                | —         | MPC                           |
| 45175      | 1999 XB140 | 2 dez 1999  | Kitt Peak      | Spacewatch            | —         | MPC                           |
| 45176      | 1999 XQ140 | 2 dez 1999  | Kitt Peak      | Spacewatch            | —         | MPC                           |
| 45177      | 1999 XS140 | 2 dez 1999  | Kitt Peak      | Spacewatch            | —         | MPC                           |
| 45178      | 1999 XW143 | 13 dez 1999 | Farpoint       | G. Hug, G. Bell       | —         | MPC                           |
| 45179      | 1999 XQ144 | 15 dez 1999 | Oohira         | T. Urata              | —         | MPC                           |
| 45180      | 1999 XK145 | 7 dez 1999  | Kitt Peak      | Spacewatch            | —         | MPC                           |
| 45181      | 1999 XZ146 | 7 dez 1999  | Kitt Peak      | Spacewatch            | —         | MPC                           |
| 45182      | 1999 XC147 | 7 dez 1999  | Kitt Peak      | Spacewatch            | —         | MPC                           |
| 45183      | 1999 XG153 | 7 dez 1999  | Socorro        | LINEAR                | —         | MPC                           |
| 45184      | 1999 XL155 | 8 dez 1999  | Socorro        | LINEAR                | —         | MPC                           |
| 45185      | 1999 XM157 | 8 dez 1999  | Socorro        | LINEAR                | —         | MPC                           |
| 45186      | 1999 XK158 | 8 dez 1999  | Socorro        | LINEAR                | —         | MPC                           |
| 45187      | 1999 XY158 | 8 dez 1999  | Socorro        | LINEAR                | —         | MPC                           |
| 45188      | 1999 XK159 | 8 dez 1999  | Socorro        | LINEAR                | —         | MPC                           |
| 45189      | 1999 XC160 | 8 dez 1999  | Socorro        | LINEAR                | —         | MPC                           |
| 45190      | 1999 XN161 | 13 dez 1999 | Socorro        | LINEAR                | —         | MPC                           |
| 45191      | 1999 XU163 | 8 dez 1999  | Catalina       | CSS                   | —         | MPC                           |
| 45192      | 1999 XW163 | 8 dez 1999  | Catalina       | CSS                   | —         | MPC                           |
| 45193      | 1999 XD165 | 8 dez 1999  | Socorro        | LINEAR                | —         | MPC                           |
| 45194      | 1999 XJ165 | 8 dez 1999  | Socorro        | LINEAR                | —         | MPC                           |
| 45195      | 1999 XT166 | 10 dez 1999 | Socorro        | LINEAR                | —         | MPC                           |
| 45196      | 1999 XV166 | 10 dez 1999 | Socorro        | LINEAR                | —         | MPC                           |
| 45197      | 1999 XY167 | 10 dez 1999 | Socorro        | LINEAR                | —         | MPC                           |
| 45198      | 1999 XF169 | 10 dez 1999 | Socorro        | LINEAR                | —         | MPC                           |
| 45199      | 1999 XF170 | 10 dez 1999 | Socorro        | LINEAR                | —         | MPC                           |
| 45200      | 1999 XS170 | 10 dez 1999 | Socorro        | LINEAR                | —         | MPC                           |

## 45201–45300
| Designação      | Designação | Descoberta  | Descoberta          | Descobridor(es)       | Categoria | Mais informações / Referência |
| Permanente      | Provisória | Data        | Local               | Descobridor(es)       | Categoria | Mais informações / Referência |
| --------------- | ---------- | ----------- | ------------------- | --------------------- | --------- | ----------------------------- |
| 45201           | 1999 XT170 | 10 dez 1999 | Socorro             | LINEAR                | —         | MPC                           |
| 45202           | 1999 XA171 | 10 dez 1999 | Socorro             | LINEAR                | —         | MPC                           |
| 45203           | 1999 XM171 | 10 dez 1999 | Socorro             | LINEAR                | —         | MPC                           |
| 45204           | 1999 XZ172 | 10 dez 1999 | Socorro             | LINEAR                | —         | MPC                           |
| 45205           | 1999 XJ173 | 10 dez 1999 | Socorro             | LINEAR                | —         | MPC                           |
| 45206           | 1999 XK174 | 10 dez 1999 | Socorro             | LINEAR                | —         | MPC                           |
| 45207           | 1999 XH175 | 10 dez 1999 | Socorro             | LINEAR                | —         | MPC                           |
| 45208           | 1999 XQ175 | 10 dez 1999 | Socorro             | LINEAR                | —         | MPC                           |
| 45209           | 1999 XT178 | 10 dez 1999 | Socorro             | LINEAR                | —         | MPC                           |
| 45210           | 1999 XW178 | 10 dez 1999 | Socorro             | LINEAR                | —         | MPC                           |
| 45211           | 1999 XF179 | 10 dez 1999 | Socorro             | LINEAR                | —         | MPC                           |
| 45212           | 1999 XP180 | 10 dez 1999 | Socorro             | LINEAR                | Phocaea   | MPC                           |
| 45213           | 1999 XS181 | 12 dez 1999 | Socorro             | LINEAR                | —         | MPC                           |
| 45214           | 1999 XW181 | 12 dez 1999 | Socorro             | LINEAR                | —         | MPC                           |
| 45215           | 1999 XB183 | 12 dez 1999 | Socorro             | LINEAR                | —         | MPC                           |
| 45216           | 1999 XP183 | 12 dez 1999 | Socorro             | LINEAR                | —         | MPC                           |
| 45217           | 1999 XL186 | 12 dez 1999 | Socorro             | LINEAR                | —         | MPC                           |
| 45218           | 1999 XQ186 | 12 dez 1999 | Socorro             | LINEAR                | —         | MPC                           |
| 45219           | 1999 XE187 | 12 dez 1999 | Socorro             | LINEAR                | —         | MPC                           |
| 45220           | 1999 XK188 | 12 dez 1999 | Socorro             | LINEAR                | —         | MPC                           |
| 45221           | 1999 XQ188 | 12 dez 1999 | Socorro             | LINEAR                | —         | MPC                           |
| 45222           | 1999 XY194 | 12 dez 1999 | Socorro             | LINEAR                | —         | MPC                           |
| 45223           | 1999 XF200 | 12 dez 1999 | Socorro             | LINEAR                | —         | MPC                           |
| 45224           | 1999 XO209 | 13 dez 1999 | Socorro             | LINEAR                | —         | MPC                           |
| 45225           | 1999 XZ212 | 14 dez 1999 | Socorro             | LINEAR                | —         | MPC                           |
| 45226           | 1999 XG213 | 14 dez 1999 | Socorro             | LINEAR                | —         | MPC                           |
| 45227           | 1999 XH213 | 14 dez 1999 | Socorro             | LINEAR                | —         | MPC                           |
| 45228           | 1999 XJ214 | 14 dez 1999 | Socorro             | LINEAR                | —         | MPC                           |
| 45229           | 1999 XS214 | 14 dez 1999 | Socorro             | LINEAR                | —         | MPC                           |
| 45230           | 1999 XV214 | 14 dez 1999 | Socorro             | LINEAR                | —         | MPC                           |
| 45231           | 1999 XT215 | 14 dez 1999 | Socorro             | LINEAR                | —         | MPC                           |
| 45232           | 1999 XZ215 | 13 dez 1999 | Kitt Peak           | Spacewatch            | —         | MPC                           |
| 45233           | 1999 XK216 | 13 dez 1999 | Kitt Peak           | Spacewatch            | —         | MPC                           |
| 45234           | 1999 XA228 | 13 dez 1999 | Anderson Mesa       | LONEOS                | —         | MPC                           |
| 45235           | 1999 XD228 | 14 dez 1999 | Kitt Peak           | Spacewatch            | Brangane  | MPC                           |
| 45236           | 1999 XP229 | 7 dez 1999  | Catalina            | CSS                   | —         | MPC                           |
| 45237           | 1999 XV229 | 7 dez 1999  | Catalina            | CSS                   | —         | MPC                           |
| 45238           | 1999 XM230 | 7 dez 1999  | Anderson Mesa       | LONEOS                | —         | MPC                           |
| 45239           | 1999 XV231 | 8 dez 1999  | Socorro             | LINEAR                | —         | MPC                           |
| 45240           | 1999 XL233 | 3 dez 1999  | Socorro             | LINEAR                | Phocaea   | MPC                           |
| 45241           | 1999 XE238 | 5 dez 1999  | Anderson Mesa       | LONEOS                | —         | MPC                           |
| 45242           | 1999 XT241 | 13 dez 1999 | Anderson Mesa       | LONEOS                | —         | MPC                           |
| 45243           | 1999 XB242 | 13 dez 1999 | Catalina            | CSS                   | —         | MPC                           |
| 45244           | 1999 XC242 | 13 dez 1999 | Catalina            | CSS                   | —         | MPC                           |
| 45245           | 1999 XN242 | 13 dez 1999 | Catalina            | CSS                   | —         | MPC                           |
| 45246           | 1999 XF245 | 5 dez 1999  | Socorro             | LINEAR                | —         | MPC                           |
| 45247           | 1999 XY245 | 5 dez 1999  | Socorro             | LINEAR                | —         | MPC                           |
| 45248           | 1999 XO258 | 5 dez 1999  | Anderson Mesa       | LONEOS                | —         | MPC                           |
| 45249           | 1999 XZ259 | 7 dez 1999  | Kitt Peak           | Spacewatch            | —         | MPC                           |
| 45250           | 1999 YJ    | 16 dez 1999 | Socorro             | LINEAR                | —         | MPC                           |
| 45251           | 1999 YN    | 16 dez 1999 | Socorro             | LINEAR                | —         | MPC                           |
| 45252           | 1999 YY1   | 16 dez 1999 | Kitt Peak           | Spacewatch            | —         | MPC                           |
| 45253           | 1999 YU4   | 28 dez 1999 | Farpoint            | G. Hug, G. Bell       | —         | MPC                           |
| 45254           | 1999 YS12  | 27 dez 1999 | Kitt Peak           | Spacewatch            | —         | MPC                           |
| 45255           | 1999 YK13  | 31 dez 1999 | Farpoint            | G. Hug, G. Bell       | —         | MPC                           |
| 45256           | 1999 YM13  | 31 dez 1999 | Socorro             | LINEAR                | —         | MPC                           |
| 45257           | 1999 YC14  | 31 dez 1999 | Kitt Peak           | Spacewatch            | —         | MPC                           |
| 45258           | 1999 YG18  | 18 dez 1999 | Socorro             | LINEAR                | —         | MPC                           |
| 45259           | 2000 AF1   | 2 jan 2000  | Kitt Peak           | Spacewatch            | —         | MPC                           |
| 45260           | 2000 AY1   | 2 jan 2000  | Višnjan Observatory | K. Korlević           | —         | MPC                           |
| 45261 Decoen    | 2000 AB2   | 2 jan 2000  | Gnosca              | S. Sposetti           | —         | MPC                           |
| 45262           | 2000 AG2   | 3 jan 2000  | Gekko               | T. Kagawa             | —         | MPC                           |
| 45263           | 2000 AD5   | 3 jan 2000  | Chiyoda             | T. Kojima             | Phocaea   | MPC                           |
| 45264           | 2000 AL5   | 4 jan 2000  | Višnjan Observatory | K. Korlević           | —         | MPC                           |
| 45265           | 2000 AY5   | 4 jan 2000  | Kitt Peak           | Spacewatch            | —         | MPC                           |
| 45266           | 2000 AK6   | 4 jan 2000  | Prescott            | P. G. Comba           | —         | MPC                           |
| 45267           | 2000 AK7   | 2 jan 2000  | Socorro             | LINEAR                | —         | MPC                           |
| 45268           | 2000 AM8   | 2 jan 2000  | Socorro             | LINEAR                | —         | MPC                           |
| 45269           | 2000 AR8   | 2 jan 2000  | Socorro             | LINEAR                | —         | MPC                           |
| 45270           | 2000 AT8   | 2 jan 2000  | Socorro             | LINEAR                | —         | MPC                           |
| 45271           | 2000 AO10  | 3 jan 2000  | Socorro             | LINEAR                | —         | MPC                           |
| 45272           | 2000 AC11  | 3 jan 2000  | Socorro             | LINEAR                | —         | MPC                           |
| 45273           | 2000 AF11  | 3 jan 2000  | Socorro             | LINEAR                | —         | MPC                           |
| 45274           | 2000 AN11  | 3 jan 2000  | Socorro             | LINEAR                | —         | MPC                           |
| 45275           | 2000 AK12  | 3 jan 2000  | Socorro             | LINEAR                | —         | MPC                           |
| 45276           | 2000 AO12  | 3 jan 2000  | Socorro             | LINEAR                | —         | MPC                           |
| 45277           | 2000 AE15  | 3 jan 2000  | Socorro             | LINEAR                | —         | MPC                           |
| 45278           | 2000 AL15  | 3 jan 2000  | Socorro             | LINEAR                | —         | MPC                           |
| 45279           | 2000 AS15  | 3 jan 2000  | Socorro             | LINEAR                | —         | MPC                           |
| 45280           | 2000 AE16  | 3 jan 2000  | Socorro             | LINEAR                | —         | MPC                           |
| 45281           | 2000 AA19  | 3 jan 2000  | Socorro             | LINEAR                | —         | MPC                           |
| 45282           | 2000 AL19  | 3 jan 2000  | Socorro             | LINEAR                | —         | MPC                           |
| 45283           | 2000 AU22  | 3 jan 2000  | Socorro             | LINEAR                | Phocaea   | MPC                           |
| 45284           | 2000 AO24  | 3 jan 2000  | Socorro             | LINEAR                | —         | MPC                           |
| 45285           | 2000 AO26  | 3 jan 2000  | Socorro             | LINEAR                | —         | MPC                           |
| 45286           | 2000 AC27  | 3 jan 2000  | Socorro             | LINEAR                | —         | MPC                           |
| 45287           | 2000 AB29  | 3 jan 2000  | Socorro             | LINEAR                | —         | MPC                           |
| 45288           | 2000 AP29  | 3 jan 2000  | Socorro             | LINEAR                | Brangane  | MPC                           |
| 45289           | 2000 AY29  | 3 jan 2000  | Socorro             | LINEAR                | —         | MPC                           |
| 45290           | 2000 AG33  | 3 jan 2000  | Socorro             | LINEAR                | Phocaea   | MPC                           |
| 45291           | 2000 AS33  | 3 jan 2000  | Socorro             | LINEAR                | —         | MPC                           |
| 45292           | 2000 AX34  | 3 jan 2000  | Socorro             | LINEAR                | —         | MPC                           |
| 45293           | 2000 AA35  | 3 jan 2000  | Socorro             | LINEAR                | —         | MPC                           |
| 45294           | 2000 AF37  | 3 jan 2000  | Socorro             | LINEAR                | —         | MPC                           |
| 45295           | 2000 AN37  | 3 jan 2000  | Socorro             | LINEAR                | —         | MPC                           |
| 45296           | 2000 AZ37  | 3 jan 2000  | Socorro             | LINEAR                | —         | MPC                           |
| 45297           | 2000 AN38  | 3 jan 2000  | Socorro             | LINEAR                | —         | MPC                           |
| 45298 Williamon | 2000 AE42  | 5 jan 2000  | Kitt Peak           | A. Block              | —         | MPC                           |
| 45299 Stivell   | 2000 AL43  | 6 jan 2000  | Kleť                | M. Tichý              | —         | MPC                           |
| 45300 Thewrewk  | 2000 AF45  | 1 jan 2000  | Piszkéstető         | K. Sárneczky, L. Kiss | —         | MPC                           |

## 45301–45400
| Designação         | Designação | Descoberta | Descoberta          | Descobridor(es) | Categoria | Mais informações / Referência |
| Permanente         | Provisória | Data       | Local               | Descobridor(es) | Categoria | Mais informações / Referência |
| ------------------ | ---------- | ---------- | ------------------- | --------------- | --------- | ----------------------------- |
| 45301              | 2000 AW45  | 3 jan 2000 | Socorro             | LINEAR          | Brangane  | MPC                           |
| 45302              | 2000 AX46  | 4 jan 2000 | Socorro             | LINEAR          | —         | MPC                           |
| 45303              | 2000 AP47  | 4 jan 2000 | Socorro             | LINEAR          | —         | MPC                           |
| 45304              | 2000 AQ47  | 4 jan 2000 | Socorro             | LINEAR          | —         | MPC                           |
| 45305 Paulscherrer | 2000 AH48  | 4 jan 2000 | Gnosca              | S. Sposetti     | —         | MPC                           |
| 45306              | 2000 AC50  | 5 jan 2000 | Višnjan Observatory | K. Korlević     | Ursula    | MPC                           |
| 45307              | 2000 AO50  | 6 jan 2000 | Višnjan Observatory | K. Korlević     | Brangane  | MPC                           |
| 45308              | 2000 AR53  | 4 jan 2000 | Socorro             | LINEAR          | —         | MPC                           |
| 45309              | 2000 AO54  | 4 jan 2000 | Socorro             | LINEAR          | —         | MPC                           |
| 45310              | 2000 AX55  | 4 jan 2000 | Socorro             | LINEAR          | —         | MPC                           |
| 45311              | 2000 AK56  | 4 jan 2000 | Socorro             | LINEAR          | Maria     | MPC                           |
| 45312              | 2000 AE57  | 4 jan 2000 | Socorro             | LINEAR          | —         | MPC                           |
| 45313              | 2000 AU59  | 4 jan 2000 | Socorro             | LINEAR          | —         | MPC                           |
| 45314              | 2000 AP60  | 4 jan 2000 | Socorro             | LINEAR          | —         | MPC                           |
| 45315              | 2000 AJ61  | 4 jan 2000 | Socorro             | LINEAR          | —         | MPC                           |
| 45316              | 2000 AR61  | 4 jan 2000 | Socorro             | LINEAR          | Maria     | MPC                           |
| 45317              | 2000 AC63  | 4 jan 2000 | Socorro             | LINEAR          | —         | MPC                           |
| 45318              | 2000 AG63  | 4 jan 2000 | Socorro             | LINEAR          | —         | MPC                           |
| 45319              | 2000 AQ63  | 4 jan 2000 | Socorro             | LINEAR          | —         | MPC                           |
| 45320              | 2000 AT63  | 4 jan 2000 | Socorro             | LINEAR          | —         | MPC                           |
| 45321              | 2000 AD66  | 4 jan 2000 | Socorro             | LINEAR          | —         | MPC                           |
| 45322              | 2000 AT67  | 4 jan 2000 | Socorro             | LINEAR          | —         | MPC                           |
| 45323              | 2000 AF68  | 5 jan 2000 | Socorro             | LINEAR          | —         | MPC                           |
| 45324              | 2000 AG69  | 5 jan 2000 | Socorro             | LINEAR          | —         | MPC                           |
| 45325              | 2000 AD70  | 5 jan 2000 | Socorro             | LINEAR          | —         | MPC                           |
| 45326              | 2000 AE72  | 5 jan 2000 | Socorro             | LINEAR          | —         | MPC                           |
| 45327              | 2000 AE74  | 5 jan 2000 | Socorro             | LINEAR          | —         | MPC                           |
| 45328              | 2000 AM74  | 5 jan 2000 | Socorro             | LINEAR          | —         | MPC                           |
| 45329              | 2000 AX74  | 5 jan 2000 | Socorro             | LINEAR          | —         | MPC                           |
| 45330              | 2000 AN76  | 5 jan 2000 | Socorro             | LINEAR          | —         | MPC                           |
| 45331              | 2000 AZ76  | 5 jan 2000 | Socorro             | LINEAR          | —         | MPC                           |
| 45332              | 2000 AM79  | 5 jan 2000 | Socorro             | LINEAR          | —         | MPC                           |
| 45333              | 2000 AR81  | 5 jan 2000 | Socorro             | LINEAR          | —         | MPC                           |
| 45334              | 2000 AX81  | 5 jan 2000 | Socorro             | LINEAR          | —         | MPC                           |
| 45335              | 2000 AA83  | 5 jan 2000 | Socorro             | LINEAR          | —         | MPC                           |
| 45336              | 2000 AC83  | 5 jan 2000 | Socorro             | LINEAR          | —         | MPC                           |
| 45337              | 2000 AK83  | 5 jan 2000 | Socorro             | LINEAR          | —         | MPC                           |
| 45338              | 2000 AT85  | 5 jan 2000 | Socorro             | LINEAR          | —         | MPC                           |
| 45339              | 2000 AV85  | 5 jan 2000 | Socorro             | LINEAR          | —         | MPC                           |
| 45340              | 2000 AG86  | 5 jan 2000 | Socorro             | LINEAR          | —         | MPC                           |
| 45341              | 2000 AX86  | 5 jan 2000 | Socorro             | LINEAR          | Maria     | MPC                           |
| 45342              | 2000 AP87  | 5 jan 2000 | Socorro             | LINEAR          | —         | MPC                           |
| 45343              | 2000 AJ88  | 5 jan 2000 | Socorro             | LINEAR          | —         | MPC                           |
| 45344              | 2000 AK90  | 5 jan 2000 | Socorro             | LINEAR          | Brangane  | MPC                           |
| 45345              | 2000 AD91  | 5 jan 2000 | Socorro             | LINEAR          | —         | MPC                           |
| 45346              | 2000 AL91  | 5 jan 2000 | Socorro             | LINEAR          | —         | MPC                           |
| 45347              | 2000 AS91  | 5 jan 2000 | Socorro             | LINEAR          | —         | MPC                           |
| 45348              | 2000 AZ91  | 5 jan 2000 | Socorro             | LINEAR          | —         | MPC                           |
| 45349              | 2000 AP93  | 5 jan 2000 | Socorro             | LINEAR          | —         | MPC                           |
| 45350              | 2000 AD95  | 4 jan 2000 | Socorro             | LINEAR          | —         | MPC                           |
| 45351              | 2000 AF96  | 4 jan 2000 | Socorro             | LINEAR          | —         | MPC                           |
| 45352              | 2000 AC97  | 4 jan 2000 | Socorro             | LINEAR          | —         | MPC                           |
| 45353              | 2000 AZ98  | 5 jan 2000 | Socorro             | LINEAR          | —         | MPC                           |
| 45354              | 2000 AS99  | 5 jan 2000 | Socorro             | LINEAR          | —         | MPC                           |
| 45355              | 2000 AF100 | 5 jan 2000 | Socorro             | LINEAR          | —         | MPC                           |
| 45356              | 2000 AA102 | 5 jan 2000 | Socorro             | LINEAR          | —         | MPC                           |
| 45357              | 2000 AC102 | 5 jan 2000 | Socorro             | LINEAR          | —         | MPC                           |
| 45358              | 2000 AM102 | 5 jan 2000 | Socorro             | LINEAR          | —         | MPC                           |
| 45359              | 2000 AN102 | 5 jan 2000 | Socorro             | LINEAR          | —         | MPC                           |
| 45360              | 2000 AW102 | 5 jan 2000 | Socorro             | LINEAR          | —         | MPC                           |
| 45361              | 2000 AZ102 | 5 jan 2000 | Socorro             | LINEAR          | —         | MPC                           |
| 45362              | 2000 AH103 | 5 jan 2000 | Socorro             | LINEAR          | —         | MPC                           |
| 45363              | 2000 AF104 | 5 jan 2000 | Socorro             | LINEAR          | —         | MPC                           |
| 45364              | 2000 AW104 | 5 jan 2000 | Socorro             | LINEAR          | —         | MPC                           |
| 45365              | 2000 AM106 | 5 jan 2000 | Socorro             | LINEAR          | —         | MPC                           |
| 45366              | 2000 AN107 | 5 jan 2000 | Socorro             | LINEAR          | —         | MPC                           |
| 45367              | 2000 AG108 | 5 jan 2000 | Socorro             | LINEAR          | —         | MPC                           |
| 45368              | 2000 AU109 | 5 jan 2000 | Socorro             | LINEAR          | —         | MPC                           |
| 45369              | 2000 AM110 | 5 jan 2000 | Socorro             | LINEAR          | —         | MPC                           |
| 45370              | 2000 AA111 | 5 jan 2000 | Socorro             | LINEAR          | —         | MPC                           |
| 45371              | 2000 AA112 | 5 jan 2000 | Socorro             | LINEAR          | —         | MPC                           |
| 45372              | 2000 AT113 | 5 jan 2000 | Socorro             | LINEAR          | —         | MPC                           |
| 45373              | 2000 AW113 | 5 jan 2000 | Socorro             | LINEAR          | —         | MPC                           |
| 45374              | 2000 AL114 | 5 jan 2000 | Socorro             | LINEAR          | —         | MPC                           |
| 45375              | 2000 AZ115 | 5 jan 2000 | Socorro             | LINEAR          | —         | MPC                           |
| 45376              | 2000 AP117 | 5 jan 2000 | Socorro             | LINEAR          | —         | MPC                           |
| 45377              | 2000 AX117 | 5 jan 2000 | Socorro             | LINEAR          | Koronis   | MPC                           |
| 45378              | 2000 AD118 | 5 jan 2000 | Socorro             | LINEAR          | —         | MPC                           |
| 45379              | 2000 AT120 | 5 jan 2000 | Socorro             | LINEAR          | —         | MPC                           |
| 45380              | 2000 AW120 | 5 jan 2000 | Socorro             | LINEAR          | Brangane  | MPC                           |
| 45381              | 2000 AN122 | 5 jan 2000 | Socorro             | LINEAR          | Ursula    | MPC                           |
| 45382              | 2000 AV123 | 5 jan 2000 | Socorro             | LINEAR          | Brangane  | MPC                           |
| 45383              | 2000 AP124 | 5 jan 2000 | Socorro             | LINEAR          | —         | MPC                           |
| 45384              | 2000 AB125 | 5 jan 2000 | Socorro             | LINEAR          | Maria     | MPC                           |
| 45385              | 2000 AF125 | 5 jan 2000 | Socorro             | LINEAR          | Phocaea   | MPC                           |
| 45386              | 2000 AO125 | 5 jan 2000 | Socorro             | LINEAR          | Brangane  | MPC                           |
| 45387              | 2000 AW125 | 5 jan 2000 | Socorro             | LINEAR          | —         | MPC                           |
| 45388              | 2000 AB127 | 5 jan 2000 | Socorro             | LINEAR          | Brangane  | MPC                           |
| 45389              | 2000 AP128 | 5 jan 2000 | Socorro             | LINEAR          | —         | MPC                           |
| 45390              | 2000 AW128 | 5 jan 2000 | Socorro             | LINEAR          | —         | MPC                           |
| 45391              | 2000 AA129 | 5 jan 2000 | Socorro             | LINEAR          | Brangane  | MPC                           |
| 45392              | 2000 AR129 | 5 jan 2000 | Socorro             | LINEAR          | Phocaea   | MPC                           |
| 45393              | 2000 AU130 | 6 jan 2000 | Socorro             | LINEAR          | —         | MPC                           |
| 45394              | 2000 AO132 | 3 jan 2000 | Socorro             | LINEAR          | —         | MPC                           |
| 45395              | 2000 AQ134 | 4 jan 2000 | Socorro             | LINEAR          | —         | MPC                           |
| 45396              | 2000 AS138 | 5 jan 2000 | Socorro             | LINEAR          | —         | MPC                           |
| 45397              | 2000 AW138 | 5 jan 2000 | Socorro             | LINEAR          | —         | MPC                           |
| 45398              | 2000 AH139 | 5 jan 2000 | Socorro             | LINEAR          | —         | MPC                           |
| 45399              | 2000 AW139 | 5 jan 2000 | Socorro             | LINEAR          | —         | MPC                           |
| 45400              | 2000 AW140 | 5 jan 2000 | Socorro             | LINEAR          | —         | MPC                           |

## 45401–45500
| Designação   | Designação | Descoberta  | Descoberta          | Descobridor(es) | Categoria | Mais informações / Referência |
| Permanente   | Provisória | Data        | Local               | Descobridor(es) | Categoria | Mais informações / Referência |
| ------------ | ---------- | ----------- | ------------------- | --------------- | --------- | ----------------------------- |
| 45401        | 2000 AX140 | 5 jan 2000  | Socorro             | LINEAR          | —         | MPC                           |
| 45402        | 2000 AZ140 | 5 jan 2000  | Socorro             | LINEAR          | —         | MPC                           |
| 45403        | 2000 AL141 | 5 jan 2000  | Socorro             | LINEAR          | Phocaea   | MPC                           |
| 45404        | 2000 AP141 | 5 jan 2000  | Socorro             | LINEAR          | —         | MPC                           |
| 45405        | 2000 AY141 | 5 jan 2000  | Socorro             | LINEAR          | —         | MPC                           |
| 45406        | 2000 AG142 | 5 jan 2000  | Socorro             | LINEAR          | Phocaea   | MPC                           |
| 45407        | 2000 AJ142 | 5 jan 2000  | Socorro             | LINEAR          | —         | MPC                           |
| 45408        | 2000 AO142 | 5 jan 2000  | Socorro             | LINEAR          | Brangane  | MPC                           |
| 45409        | 2000 AT143 | 5 jan 2000  | Socorro             | LINEAR          | —         | MPC                           |
| 45410        | 2000 AA144 | 5 jan 2000  | Socorro             | LINEAR          | —         | MPC                           |
| 45411        | 2000 AN144 | 5 jan 2000  | Socorro             | LINEAR          | —         | MPC                           |
| 45412        | 2000 AN147 | 5 jan 2000  | Socorro             | LINEAR          | —         | MPC                           |
| 45413        | 2000 AY147 | 5 jan 2000  | Socorro             | LINEAR          | —         | MPC                           |
| 45414        | 2000 AE149 | 7 jan 2000  | Socorro             | LINEAR          | —         | MPC                           |
| 45415        | 2000 AN149 | 7 jan 2000  | Socorro             | LINEAR          | —         | MPC                           |
| 45416        | 2000 AX151 | 8 jan 2000  | Socorro             | LINEAR          | —         | MPC                           |
| 45417        | 2000 AZ151 | 8 jan 2000  | Socorro             | LINEAR          | —         | MPC                           |
| 45418        | 2000 AV155 | 3 jan 2000  | Socorro             | LINEAR          | —         | MPC                           |
| 45419        | 2000 AV158 | 3 jan 2000  | Socorro             | LINEAR          | —         | MPC                           |
| 45420        | 2000 AG159 | 3 jan 2000  | Socorro             | LINEAR          | —         | MPC                           |
| 45421        | 2000 AL159 | 3 jan 2000  | Socorro             | LINEAR          | —         | MPC                           |
| 45422        | 2000 AG162 | 4 jan 2000  | Socorro             | LINEAR          | —         | MPC                           |
| 45423        | 2000 AR162 | 4 jan 2000  | Socorro             | LINEAR          | Phocaea   | MPC                           |
| 45424        | 2000 AY164 | 7 jan 2000  | Socorro             | LINEAR          | —         | MPC                           |
| 45425        | 2000 AY166 | 8 jan 2000  | Socorro             | LINEAR          | —         | MPC                           |
| 45426        | 2000 AZ166 | 8 jan 2000  | Socorro             | LINEAR          | —         | MPC                           |
| 45427        | 2000 AA167 | 8 jan 2000  | Socorro             | LINEAR          | —         | MPC                           |
| 45428        | 2000 AN167 | 8 jan 2000  | Socorro             | LINEAR          | —         | MPC                           |
| 45429        | 2000 AO169 | 7 jan 2000  | Socorro             | LINEAR          | Phocaea   | MPC                           |
| 45430        | 2000 AW169 | 7 jan 2000  | Socorro             | LINEAR          | —         | MPC                           |
| 45431        | 2000 AR170 | 7 jan 2000  | Socorro             | LINEAR          | —         | MPC                           |
| 45432        | 2000 AQ172 | 7 jan 2000  | Socorro             | LINEAR          | —         | MPC                           |
| 45433        | 2000 AA173 | 7 jan 2000  | Socorro             | LINEAR          | —         | MPC                           |
| 45434        | 2000 AX173 | 7 jan 2000  | Socorro             | LINEAR          | —         | MPC                           |
| 45435        | 2000 AF174 | 7 jan 2000  | Socorro             | LINEAR          | —         | MPC                           |
| 45436        | 2000 AD176 | 7 jan 2000  | Socorro             | LINEAR          | —         | MPC                           |
| 45437        | 2000 AF177 | 7 jan 2000  | Socorro             | LINEAR          | —         | MPC                           |
| 45438        | 2000 AJ177 | 7 jan 2000  | Socorro             | LINEAR          | —         | MPC                           |
| 45439        | 2000 AO177 | 7 jan 2000  | Socorro             | LINEAR          | —         | MPC                           |
| 45440        | 2000 AQ177 | 7 jan 2000  | Socorro             | LINEAR          | —         | MPC                           |
| 45441        | 2000 AX177 | 7 jan 2000  | Socorro             | LINEAR          | —         | MPC                           |
| 45442        | 2000 AK179 | 7 jan 2000  | Socorro             | LINEAR          | —         | MPC                           |
| 45443        | 2000 AR179 | 7 jan 2000  | Socorro             | LINEAR          | —         | MPC                           |
| 45444        | 2000 AD180 | 7 jan 2000  | Socorro             | LINEAR          | —         | MPC                           |
| 45445        | 2000 AR181 | 7 jan 2000  | Socorro             | LINEAR          | —         | MPC                           |
| 45446        | 2000 AX186 | 8 jan 2000  | Socorro             | LINEAR          | —         | MPC                           |
| 45447        | 2000 AH188 | 8 jan 2000  | Socorro             | LINEAR          | —         | MPC                           |
| 45448        | 2000 AJ188 | 8 jan 2000  | Socorro             | LINEAR          | —         | MPC                           |
| 45449        | 2000 AQ188 | 8 jan 2000  | Socorro             | LINEAR          | —         | MPC                           |
| 45450        | 2000 AC191 | 8 jan 2000  | Socorro             | LINEAR          | —         | MPC                           |
| 45451        | 2000 AJ191 | 8 jan 2000  | Socorro             | LINEAR          | —         | MPC                           |
| 45452        | 2000 AZ191 | 8 jan 2000  | Socorro             | LINEAR          | —         | MPC                           |
| 45453        | 2000 AB193 | 8 jan 2000  | Socorro             | LINEAR          | —         | MPC                           |
| 45454        | 2000 AC193 | 8 jan 2000  | Socorro             | LINEAR          | —         | MPC                           |
| 45455        | 2000 AB195 | 8 jan 2000  | Socorro             | LINEAR          | Brangane  | MPC                           |
| 45456        | 2000 AD195 | 8 jan 2000  | Socorro             | LINEAR          | Phocaea   | MPC                           |
| 45457        | 2000 AL195 | 8 jan 2000  | Socorro             | LINEAR          | —         | MPC                           |
| 45458        | 2000 AZ195 | 8 jan 2000  | Socorro             | LINEAR          | —         | MPC                           |
| 45459        | 2000 AM196 | 8 jan 2000  | Socorro             | LINEAR          | —         | MPC                           |
| 45460        | 2000 AS197 | 8 jan 2000  | Socorro             | LINEAR          | —         | MPC                           |
| 45461        | 2000 AW197 | 8 jan 2000  | Socorro             | LINEAR          | —         | MPC                           |
| 45462        | 2000 AZ197 | 8 jan 2000  | Socorro             | LINEAR          | —         | MPC                           |
| 45463        | 2000 AL198 | 8 jan 2000  | Socorro             | LINEAR          | —         | MPC                           |
| 45464        | 2000 AV198 | 8 jan 2000  | Socorro             | LINEAR          | —         | MPC                           |
| 45465        | 2000 AN200 | 9 jan 2000  | Socorro             | LINEAR          | Pallas    | MPC                           |
| 45466        | 2000 AZ201 | 9 jan 2000  | Socorro             | LINEAR          | Brangane  | MPC                           |
| 45467        | 2000 AK203 | 10 jan 2000 | Socorro             | LINEAR          | —         | MPC                           |
| 45468        | 2000 AL203 | 10 jan 2000 | Socorro             | LINEAR          | —         | MPC                           |
| 45469        | 2000 AY203 | 10 jan 2000 | Socorro             | LINEAR          | —         | MPC                           |
| 45470        | 2000 AZ203 | 10 jan 2000 | Socorro             | LINEAR          | —         | MPC                           |
| 45471        | 2000 AG204 | 13 jan 2000 | Kleť                | Kleť Obs.       | —         | MPC                           |
| 45472        | 2000 AJ208 | 4 jan 2000  | Kitt Peak           | Spacewatch      | —         | MPC                           |
| 45473        | 2000 AG212 | 5 jan 2000  | Kitt Peak           | Spacewatch      | —         | MPC                           |
| 45474        | 2000 AW215 | 7 jan 2000  | Kitt Peak           | Spacewatch      | —         | MPC                           |
| 45475        | 2000 AN216 | 8 jan 2000  | Kitt Peak           | Spacewatch      | —         | MPC                           |
| 45476        | 2000 AU226 | 9 jan 2000  | Kitt Peak           | Spacewatch      | —         | MPC                           |
| 45477        | 2000 AA227 | 9 jan 2000  | Kitt Peak           | Spacewatch      | —         | MPC                           |
| 45478        | 2000 AS230 | 3 jan 2000  | Kitt Peak           | Spacewatch      | —         | MPC                           |
| 45479        | 2000 AZ231 | 4 jan 2000  | Socorro             | LINEAR          | —         | MPC                           |
| 45480        | 2000 AH233 | 4 jan 2000  | Kitt Peak           | Spacewatch      | —         | MPC                           |
| 45481        | 2000 AK233 | 4 jan 2000  | Socorro             | LINEAR          | —         | MPC                           |
| 45482        | 2000 AU233 | 5 jan 2000  | Socorro             | LINEAR          | —         | MPC                           |
| 45483        | 2000 AP235 | 5 jan 2000  | Socorro             | LINEAR          | —         | MPC                           |
| 45484        | 2000 AV235 | 5 jan 2000  | Socorro             | LINEAR          | —         | MPC                           |
| 45485        | 2000 AS236 | 5 jan 2000  | Socorro             | LINEAR          | —         | MPC                           |
| 45486        | 2000 AF237 | 5 jan 2000  | Socorro             | LINEAR          | —         | MPC                           |
| 45487        | 2000 AR237 | 5 jan 2000  | Socorro             | LINEAR          | Phocaea   | MPC                           |
| 45488        | 2000 AD238 | 6 jan 2000  | Socorro             | LINEAR          | —         | MPC                           |
| 45489        | 2000 AW239 | 6 jan 2000  | Anderson Mesa       | LONEOS          | —         | MPC                           |
| 45490        | 2000 AV240 | 7 jan 2000  | Anderson Mesa       | LONEOS          | —         | MPC                           |
| 45491        | 2000 AB241 | 7 jan 2000  | Anderson Mesa       | LONEOS          | —         | MPC                           |
| 45492        | 2000 AD241 | 7 jan 2000  | Anderson Mesa       | LONEOS          | —         | MPC                           |
| 45493        | 2000 AE241 | 7 jan 2000  | Socorro             | LINEAR          | —         | MPC                           |
| 45494        | 2000 AT242 | 7 jan 2000  | Socorro             | LINEAR          | —         | MPC                           |
| 45495        | 2000 AF243 | 7 jan 2000  | Anderson Mesa       | LONEOS          | —         | MPC                           |
| 45496        | 2000 AO245 | 10 jan 2000 | Socorro             | LINEAR          | —         | MPC                           |
| 45497        | 2000 AB248 | 2 jan 2000  | Socorro             | LINEAR          | —         | MPC                           |
| 45498        | 2000 BH    | 23 jan 2000 | Olathe              | Olathe          | —         | MPC                           |
| 45499        | 2000 BV2   | 16 jan 2000 | Višnjan Observatory | K. Korlević     | —         | MPC                           |
| 45500 Motegi | 2000 BN3   | 27 jan 2000 | Oizumi              | T. Kobayashi    | —         | MPC                           |

## 45501–45600
| Designação       | Designação | Descoberta  | Descoberta          | Descobridor(es)       | Categoria | Mais informações / Referência |
| Permanente       | Provisória | Data        | Local               | Descobridor(es)       | Categoria | Mais informações / Referência |
| ---------------- | ---------- | ----------- | ------------------- | --------------------- | --------- | ----------------------------- |
| 45501            | 2000 BQ3   | 27 jan 2000 | Oizumi              | T. Kobayashi          | —         | MPC                           |
| 45502            | 2000 BZ8   | 29 jan 2000 | Socorro             | LINEAR                | —         | MPC                           |
| 45503            | 2000 BE15  | 31 jan 2000 | Oizumi              | T. Kobayashi          | —         | MPC                           |
| 45504            | 2000 BX15  | 29 jan 2000 | Socorro             | LINEAR                | —         | MPC                           |
| 45505            | 2000 BE17  | 30 jan 2000 | Socorro             | LINEAR                | —         | MPC                           |
| 45506            | 2000 BN17  | 30 jan 2000 | Socorro             | LINEAR                | —         | MPC                           |
| 45507            | 2000 BM18  | 30 jan 2000 | Socorro             | LINEAR                | —         | MPC                           |
| 45508            | 2000 BN18  | 30 jan 2000 | Socorro             | LINEAR                | —         | MPC                           |
| 45509            | 2000 BZ22  | 30 jan 2000 | Catalina            | CSS                   | —         | MPC                           |
| 45510            | 2000 BB23  | 30 jan 2000 | Catalina            | CSS                   | Brangane  | MPC                           |
| 45511            | 2000 BC23  | 30 jan 2000 | Catalina            | CSS                   | Pallas    | MPC                           |
| 45512            | 2000 BD23  | 30 jan 2000 | Catalina            | CSS                   | Brangane  | MPC                           |
| 45513            | 2000 BR23  | 27 jan 2000 | Socorro             | LINEAR                | —         | MPC                           |
| 45514            | 2000 BV23  | 29 jan 2000 | Socorro             | LINEAR                | —         | MPC                           |
| 45515            | 2000 BF25  | 30 jan 2000 | Socorro             | LINEAR                | —         | MPC                           |
| 45516            | 2000 BE28  | 31 jan 2000 | Socorro             | LINEAR                | —         | MPC                           |
| 45517            | 2000 BE31  | 30 jan 2000 | Catalina            | CSS                   | —         | MPC                           |
| 45518            | 2000 BO33  | 30 jan 2000 | Catalina            | CSS                   | —         | MPC                           |
| 45519            | 2000 BS33  | 30 jan 2000 | Catalina            | CSS                   | —         | MPC                           |
| 45520            | 2000 BS35  | 31 jan 2000 | Socorro             | LINEAR                | —         | MPC                           |
| 45521            | 2000 BP39  | 27 jan 2000 | Kitt Peak           | Spacewatch            | —         | MPC                           |
| 45522            | 2000 BP47  | 31 jan 2000 | Socorro             | LINEAR                | —         | MPC                           |
| 45523            | 2000 BU47  | 27 jan 2000 | Kitt Peak           | Spacewatch            | —         | MPC                           |
| 45524            | 2000 CL2   | 2 fev 2000  | Oizumi              | T. Kobayashi          | —         | MPC                           |
| 45525            | 2000 CC4   | 2 fev 2000  | Socorro             | LINEAR                | —         | MPC                           |
| 45526            | 2000 CG4   | 2 fev 2000  | Socorro             | LINEAR                | —         | MPC                           |
| 45527            | 2000 CN5   | 2 fev 2000  | Socorro             | LINEAR                | —         | MPC                           |
| 45528            | 2000 CF9   | 2 fev 2000  | Socorro             | LINEAR                | Brangane  | MPC                           |
| 45529            | 2000 CJ11  | 2 fev 2000  | Socorro             | LINEAR                | Phocaea   | MPC                           |
| 45530            | 2000 CP12  | 2 fev 2000  | Socorro             | LINEAR                | Brangane  | MPC                           |
| 45531            | 2000 CM14  | 2 fev 2000  | Socorro             | LINEAR                | —         | MPC                           |
| 45532            | 2000 CE21  | 2 fev 2000  | Socorro             | LINEAR                | —         | MPC                           |
| 45533            | 2000 CH23  | 2 fev 2000  | Socorro             | LINEAR                | Pallas    | MPC                           |
| 45534            | 2000 CD25  | 2 fev 2000  | Socorro             | LINEAR                | —         | MPC                           |
| 45535            | 2000 CK25  | 2 fev 2000  | Socorro             | LINEAR                | —         | MPC                           |
| 45536            | 2000 CK27  | 2 fev 2000  | Socorro             | LINEAR                | —         | MPC                           |
| 45537            | 2000 CG28  | 2 fev 2000  | Socorro             | LINEAR                | —         | MPC                           |
| 45538            | 2000 CG29  | 2 fev 2000  | Socorro             | LINEAR                | —         | MPC                           |
| 45539            | 2000 CM32  | 2 fev 2000  | Socorro             | LINEAR                | —         | MPC                           |
| 45540            | 2000 CY33  | 4 fev 2000  | Višnjan Observatory | K. Korlević           | —         | MPC                           |
| 45541            | 2000 CW35  | 2 fev 2000  | Socorro             | LINEAR                | —         | MPC                           |
| 45542            | 2000 CE36  | 2 fev 2000  | Socorro             | LINEAR                | Phocaea   | MPC                           |
| 45543            | 2000 CQ36  | 2 fev 2000  | Socorro             | LINEAR                | —         | MPC                           |
| 45544            | 2000 CS36  | 2 fev 2000  | Socorro             | LINEAR                | —         | MPC                           |
| 45545            | 2000 CA38  | 3 fev 2000  | Socorro             | LINEAR                | —         | MPC                           |
| 45546            | 2000 CE41  | 6 fev 2000  | Prescott            | P. G. Comba           | —         | MPC                           |
| 45547            | 2000 CB43  | 2 fev 2000  | Socorro             | LINEAR                | —         | MPC                           |
| 45548            | 2000 CF43  | 2 fev 2000  | Socorro             | LINEAR                | —         | MPC                           |
| 45549            | 2000 CY44  | 2 fev 2000  | Socorro             | LINEAR                | —         | MPC                           |
| 45550            | 2000 CX46  | 2 fev 2000  | Socorro             | LINEAR                | —         | MPC                           |
| 45551            | 2000 CF47  | 2 fev 2000  | Socorro             | LINEAR                | —         | MPC                           |
| 45552            | 2000 CQ47  | 2 fev 2000  | Socorro             | LINEAR                | —         | MPC                           |
| 45553            | 2000 CO48  | 2 fev 2000  | Socorro             | LINEAR                | —         | MPC                           |
| 45554            | 2000 CX48  | 2 fev 2000  | Socorro             | LINEAR                | Eos       | MPC                           |
| 45555            | 2000 CF50  | 2 fev 2000  | Socorro             | LINEAR                | —         | MPC                           |
| 45556            | 2000 CM51  | 2 fev 2000  | Socorro             | LINEAR                | Ursula    | MPC                           |
| 45557            | 2000 CV51  | 2 fev 2000  | Socorro             | LINEAR                | —         | MPC                           |
| 45558            | 2000 CR52  | 2 fev 2000  | Socorro             | LINEAR                | Brangane  | MPC                           |
| 45559            | 2000 CB53  | 2 fev 2000  | Socorro             | LINEAR                | —         | MPC                           |
| 45560            | 2000 CW53  | 2 fev 2000  | Socorro             | LINEAR                | Phocaea   | MPC                           |
| 45561            | 2000 CA56  | 4 fev 2000  | Socorro             | LINEAR                | —         | MPC                           |
| 45562            | 2000 CD56  | 4 fev 2000  | Socorro             | LINEAR                | —         | MPC                           |
| 45563            | 2000 CS56  | 4 fev 2000  | Socorro             | LINEAR                | —         | MPC                           |
| 45564            | 2000 CV56  | 4 fev 2000  | Socorro             | LINEAR                | Brangane  | MPC                           |
| 45565            | 2000 CD57  | 5 fev 2000  | Socorro             | LINEAR                | —         | MPC                           |
| 45566            | 2000 CK58  | 5 fev 2000  | Socorro             | LINEAR                | —         | MPC                           |
| 45567            | 2000 CQ60  | 2 fev 2000  | Socorro             | LINEAR                | —         | MPC                           |
| 45568            | 2000 CL62  | 2 fev 2000  | Socorro             | LINEAR                | —         | MPC                           |
| 45569            | 2000 CK63  | 2 fev 2000  | Socorro             | LINEAR                | —         | MPC                           |
| 45570            | 2000 CQ63  | 2 fev 2000  | Socorro             | LINEAR                | —         | MPC                           |
| 45571            | 2000 CZ64  | 3 fev 2000  | Socorro             | LINEAR                | —         | MPC                           |
| 45572            | 2000 CR71  | 7 fev 2000  | Socorro             | LINEAR                | —         | MPC                           |
| 45573            | 2000 CZ72  | 2 fev 2000  | Socorro             | LINEAR                | —         | MPC                           |
| 45574            | 2000 CE73  | 7 fev 2000  | Kitt Peak           | Spacewatch            | —         | MPC                           |
| 45575            | 2000 CC75  | 8 fev 2000  | Socorro             | LINEAR                | —         | MPC                           |
| 45576            | 2000 CD75  | 10 fev 2000 | Črni Vrh            | H. Mikuž              | Brangane  | MPC                           |
| 45577            | 2000 CT76  | 10 fev 2000 | Višnjan Observatory | K. Korlević           | —         | MPC                           |
| 45578            | 2000 CL77  | 8 fev 2000  | Prescott            | P. G. Comba           | —         | MPC                           |
| 45579            | 2000 CE80  | 8 fev 2000  | Kitt Peak           | Spacewatch            | —         | MPC                           |
| 45580 Renéracine | 2000 CB81  | 10 fev 2000 | Val-des-Bois        | D. Bergeron           | —         | MPC                           |
| 45581            | 2000 CN82  | 4 fev 2000  | Socorro             | LINEAR                | —         | MPC                           |
| 45582            | 2000 CH83  | 4 fev 2000  | Socorro             | LINEAR                | —         | MPC                           |
| 45583            | 2000 CK87  | 4 fev 2000  | Socorro             | LINEAR                | —         | MPC                           |
| 45584            | 2000 CY88  | 4 fev 2000  | Socorro             | LINEAR                | —         | MPC                           |
| 45585            | 2000 CA89  | 4 fev 2000  | Socorro             | LINEAR                | —         | MPC                           |
| 45586            | 2000 CC91  | 6 fev 2000  | Socorro             | LINEAR                | —         | MPC                           |
| 45587            | 2000 CT91  | 6 fev 2000  | Socorro             | LINEAR                | —         | MPC                           |
| 45588            | 2000 CP92  | 6 fev 2000  | Socorro             | LINEAR                | —         | MPC                           |
| 45589            | 2000 CM97  | 13 fev 2000 | Višnjan Observatory | K. Korlević           | —         | MPC                           |
| 45590            | 2000 CU101 | 14 fev 2000 | Črni Vrh            | Črni Vrh              | —         | MPC                           |
| 45591            | 2000 CQ103 | 8 fev 2000  | Socorro             | LINEAR                | —         | MPC                           |
| 45592            | 2000 CS103 | 8 fev 2000  | Socorro             | LINEAR                | Brangane  | MPC                           |
| 45593            | 2000 CT103 | 8 fev 2000  | Socorro             | LINEAR                | —         | MPC                           |
| 45594            | 2000 CJ111 | 6 fev 2000  | Catalina            | CSS                   | —         | MPC                           |
| 45595            | 2000 CK111 | 6 fev 2000  | Catalina            | CSS                   | —         | MPC                           |
| 45596            | 2000 CF112 | 7 fev 2000  | Catalina            | CSS                   | —         | MPC                           |
| 45597            | 2000 CK120 | 2 fev 2000  | Socorro             | LINEAR                | —         | MPC                           |
| 45598            | 2000 CN120 | 3 fev 2000  | Socorro             | LINEAR                | —         | MPC                           |
| 45599            | 2000 DJ3   | 27 fev 2000 | Višnjan Observatory | K. Korlević, M. Jurić | —         | MPC                           |
| 45600            | 2000 DD4   | 28 fev 2000 | Socorro             | LINEAR                | —         | MPC                           |

## 45601–45700
| Designação           | Designação | Descoberta  | Descoberta          | Descobridor(es) | Categoria | Mais informações / Referência |
| Permanente           | Provisória | Data        | Local               | Descobridor(es) | Categoria | Mais informações / Referência |
| -------------------- | ---------- | ----------- | ------------------- | --------------- | --------- | ----------------------------- |
| 45601                | 2000 DE5   | 28 fev 2000 | Socorro             | LINEAR          | Brangane  | MPC                           |
| 45602                | 2000 DX17  | 28 fev 2000 | Črni Vrh            | Črni Vrh        | —         | MPC                           |
| 45603                | 2000 DC18  | 28 fev 2000 | Socorro             | LINEAR          | —         | MPC                           |
| 45604                | 2000 DH24  | 29 fev 2000 | Socorro             | LINEAR          | —         | MPC                           |
| 45605                | 2000 DM28  | 29 fev 2000 | Socorro             | LINEAR          | —         | MPC                           |
| 45606                | 2000 DE32  | 29 fev 2000 | Socorro             | LINEAR          | —         | MPC                           |
| 45607                | 2000 DG36  | 29 fev 2000 | Socorro             | LINEAR          | —         | MPC                           |
| 45608                | 2000 DZ41  | 29 fev 2000 | Socorro             | LINEAR          | —         | MPC                           |
| 45609                | 2000 DN46  | 29 fev 2000 | Socorro             | LINEAR          | —         | MPC                           |
| 45610                | 2000 DJ48  | 29 fev 2000 | Socorro             | LINEAR          | —         | MPC                           |
| 45611                | 2000 DV54  | 29 fev 2000 | Socorro             | LINEAR          | —         | MPC                           |
| 45612                | 2000 DB59  | 29 fev 2000 | Socorro             | LINEAR          | —         | MPC                           |
| 45613                | 2000 DJ59  | 29 fev 2000 | Socorro             | LINEAR          | —         | MPC                           |
| 45614                | 2000 DA63  | 29 fev 2000 | Socorro             | LINEAR          | —         | MPC                           |
| 45615                | 2000 DG63  | 29 fev 2000 | Socorro             | LINEAR          | —         | MPC                           |
| 45616                | 2000 DN66  | 29 fev 2000 | Socorro             | LINEAR          | —         | MPC                           |
| 45617                | 2000 DY71  | 29 fev 2000 | Socorro             | LINEAR          | —         | MPC                           |
| 45618                | 2000 DO72  | 29 fev 2000 | Socorro             | LINEAR          | —         | MPC                           |
| 45619                | 2000 DS78  | 29 fev 2000 | Socorro             | LINEAR          | —         | MPC                           |
| 45620                | 2000 DY80  | 28 fev 2000 | Socorro             | LINEAR          | —         | MPC                           |
| 45621                | 2000 DL87  | 29 fev 2000 | Socorro             | LINEAR          | —         | MPC                           |
| 45622                | 2000 DN87  | 29 fev 2000 | Socorro             | LINEAR          | —         | MPC                           |
| 45623                | 2000 DT93  | 28 fev 2000 | Socorro             | LINEAR          | —         | MPC                           |
| 45624                | 2000 DY93  | 28 fev 2000 | Socorro             | LINEAR          | —         | MPC                           |
| 45625                | 2000 DE95  | 28 fev 2000 | Socorro             | LINEAR          | Brangane  | MPC                           |
| 45626                | 2000 DF95  | 28 fev 2000 | Socorro             | LINEAR          | —         | MPC                           |
| 45627                | 2000 DY97  | 29 fev 2000 | Socorro             | LINEAR          | Phocaea   | MPC                           |
| 45628                | 2000 DD99  | 29 fev 2000 | Socorro             | LINEAR          | —         | MPC                           |
| 45629                | 2000 DT99  | 29 fev 2000 | Socorro             | LINEAR          | —         | MPC                           |
| 45630                | 2000 DO101 | 29 fev 2000 | Socorro             | LINEAR          | —         | MPC                           |
| 45631                | 2000 DY105 | 29 fev 2000 | Socorro             | LINEAR          | —         | MPC                           |
| 45632                | 2000 DS106 | 29 fev 2000 | Socorro             | LINEAR          | —         | MPC                           |
| 45633                | 2000 EY1   | 3 mar 2000  | Socorro             | LINEAR          | —         | MPC                           |
| 45634                | 2000 EH11  | 4 mar 2000  | Socorro             | LINEAR          | —         | MPC                           |
| 45635                | 2000 EY11  | 4 mar 2000  | Socorro             | LINEAR          | —         | MPC                           |
| 45636                | 2000 EG12  | 4 mar 2000  | Socorro             | LINEAR          | Brangane  | MPC                           |
| 45637                | 2000 EW12  | 4 mar 2000  | Socorro             | LINEAR          | —         | MPC                           |
| 45638                | 2000 EK20  | 3 mar 2000  | Catalina            | CSS             | —         | MPC                           |
| 45639                | 2000 EP20  | 3 mar 2000  | Catalina            | CSS             | —         | MPC                           |
| 45640                | 2000 ED21  | 3 mar 2000  | Catalina            | CSS             | —         | MPC                           |
| 45641                | 2000 EK21  | 3 mar 2000  | Catalina            | CSS             | —         | MPC                           |
| 45642                | 2000 EU34  | 5 mar 2000  | Socorro             | LINEAR          | —         | MPC                           |
| 45643                | 2000 EG37  | 8 mar 2000  | Socorro             | LINEAR          | Ursula    | MPC                           |
| 45644                | 2000 EU37  | 8 mar 2000  | Socorro             | LINEAR          | —         | MPC                           |
| 45645                | 2000 EY41  | 8 mar 2000  | Socorro             | LINEAR          | —         | MPC                           |
| 45646                | 2000 EE45  | 9 mar 2000  | Socorro             | LINEAR          | —         | MPC                           |
| 45647                | 2000 EF46  | 9 mar 2000  | Socorro             | LINEAR          | —         | MPC                           |
| 45648                | 2000 ED47  | 9 mar 2000  | Socorro             | LINEAR          | —         | MPC                           |
| 45649                | 2000 EN49  | 9 mar 2000  | Socorro             | LINEAR          | Brangane  | MPC                           |
| 45650                | 2000 EV49  | 6 mar 2000  | Višnjan Observatory | K. Korlević     | —         | MPC                           |
| 45651                | 2000 EK60  | 10 mar 2000 | Socorro             | LINEAR          | —         | MPC                           |
| 45652                | 2000 EK61  | 10 mar 2000 | Socorro             | LINEAR          | —         | MPC                           |
| 45653                | 2000 EL62  | 10 mar 2000 | Socorro             | LINEAR          | —         | MPC                           |
| 45654                | 2000 EV71  | 10 mar 2000 | Kitt Peak           | Spacewatch      | —         | MPC                           |
| 45655                | 2000 EW71  | 10 mar 2000 | Kitt Peak           | Spacewatch      | Phocaea   | MPC                           |
| 45656                | 2000 EN74  | 10 mar 2000 | Kitt Peak           | Spacewatch      | —         | MPC                           |
| 45657                | 2000 EK76  | 5 mar 2000  | Socorro             | LINEAR          | —         | MPC                           |
| 45658                | 2000 EA80  | 5 mar 2000  | Socorro             | LINEAR          | Brangane  | MPC                           |
| 45659                | 2000 EL84  | 6 mar 2000  | Socorro             | LINEAR          | —         | MPC                           |
| 45660                | 2000 EU84  | 8 mar 2000  | Socorro             | LINEAR          | —         | MPC                           |
| 45661                | 2000 EX84  | 8 mar 2000  | Socorro             | LINEAR          | —         | MPC                           |
| 45662                | 2000 EY84  | 8 mar 2000  | Socorro             | LINEAR          | —         | MPC                           |
| 45663                | 2000 EF85  | 8 mar 2000  | Socorro             | LINEAR          | Brangane  | MPC                           |
| 45664                | 2000 EC88  | 9 mar 2000  | Socorro             | LINEAR          | —         | MPC                           |
| 45665                | 2000 EM88  | 9 mar 2000  | Socorro             | LINEAR          | Brangane  | MPC                           |
| 45666                | 2000 EX91  | 9 mar 2000  | Socorro             | LINEAR          | —         | MPC                           |
| 45667                | 2000 EG93  | 9 mar 2000  | Socorro             | LINEAR          | —         | MPC                           |
| 45668                | 2000 EU94  | 9 mar 2000  | Socorro             | LINEAR          | —         | MPC                           |
| 45669                | 2000 ET96  | 10 mar 2000 | Socorro             | LINEAR          | —         | MPC                           |
| 45670                | 2000 EK103 | 12 mar 2000 | Socorro             | LINEAR          | —         | MPC                           |
| 45671                | 2000 EA104 | 14 mar 2000 | Socorro             | LINEAR          | Brangane  | MPC                           |
| 45672                | 2000 EE109 | 8 mar 2000  | Haleakalā           | NEAT            | —         | MPC                           |
| 45673                | 2000 ES111 | 9 mar 2000  | Kitt Peak           | Spacewatch      | —         | MPC                           |
| 45674                | 2000 EY111 | 9 mar 2000  | Socorro             | LINEAR          | —         | MPC                           |
| 45675                | 2000 EG112 | 9 mar 2000  | Socorro             | LINEAR          | —         | MPC                           |
| 45676                | 2000 EG117 | 10 mar 2000 | Haleakalā           | NEAT            | —         | MPC                           |
| 45677                | 2000 EJ120 | 11 mar 2000 | Anderson Mesa       | LONEOS          | —         | MPC                           |
| 45678                | 2000 EQ127 | 11 mar 2000 | Anderson Mesa       | LONEOS          | —         | MPC                           |
| 45679                | 2000 EZ127 | 11 mar 2000 | Anderson Mesa       | LONEOS          | —         | MPC                           |
| 45680                | 2000 EF130 | 11 mar 2000 | Anderson Mesa       | LONEOS          | —         | MPC                           |
| 45681                | 2000 ET131 | 11 mar 2000 | Anderson Mesa       | LONEOS          | —         | MPC                           |
| 45682                | 2000 EX131 | 11 mar 2000 | Anderson Mesa       | LONEOS          | Brangane  | MPC                           |
| 45683                | 2000 EO135 | 11 mar 2000 | Anderson Mesa       | LONEOS          | —         | MPC                           |
| 45684                | 2000 EE137 | 13 mar 2000 | Socorro             | LINEAR          | —         | MPC                           |
| 45685 Torrycoppin    | 2000 EA139 | 11 mar 2000 | Catalina            | CSS             | —         | MPC                           |
| 45686                | 2000 EM139 | 11 mar 2000 | Anderson Mesa       | LONEOS          | —         | MPC                           |
| 45687 Pranverahyseni | 2000 EK140 | 1 mar 2000  | Catalina            | CSS             | —         | MPC                           |
| 45688                | 2000 EV142 | 3 mar 2000  | Catalina            | CSS             | —         | MPC                           |
| 45689                | 2000 EC144 | 3 mar 2000  | Catalina            | CSS             | —         | MPC                           |
| 45690                | 2000 EL146 | 4 mar 2000  | Catalina            | CSS             | Phocaea   | MPC                           |
| 45691                | 2000 EF148 | 4 mar 2000  | Catalina            | CSS             | —         | MPC                           |
| 45692                | 2000 EJ148 | 4 mar 2000  | Catalina            | CSS             | —         | MPC                           |
| 45693                | 2000 EB150 | 5 mar 2000  | Socorro             | LINEAR          | —         | MPC                           |
| 45694                | 2000 EC150 | 5 mar 2000  | Haleakalā           | NEAT            | —         | MPC                           |
| 45695                | 2000 ET150 | 5 mar 2000  | Haleakala           | NEAT            | —         | MPC                           |
| 45696                | 2000 EM167 | 4 mar 2000  | Socorro             | LINEAR          | Brangane  | MPC                           |
| 45697                | 2000 EP174 | 5 mar 2000  | Socorro             | LINEAR          | —         | MPC                           |
| 45698                | 2000 EG197 | 4 mar 2000  | Socorro             | LINEAR          | —         | MPC                           |
| 45699                | 2000 EO199 | 1 mar 2000  | Catalina            | CSS             | —         | MPC                           |
| 45700 Levi-Setti     | 2000 EP204 | 3 mar 2000  | Catalina            | CSS             | Phocaea   | MPC                           |

## 45701–45800
| Designação   | Designação | Descoberta  | Descoberta    | Descobridor(es) | Categoria | Mais informações / Referência |
| Permanente   | Provisória | Data        | Local         | Descobridor(es) | Categoria | Mais informações / Referência |
| ------------ | ---------- | ----------- | ------------- | --------------- | --------- | ----------------------------- |
| 45701        | 2000 FE11  | 28 mar 2000 | Socorro       | LINEAR          | —         | MPC                           |
| 45702        | 2000 FJ15  | 29 mar 2000 | Socorro       | LINEAR          | —         | MPC                           |
| 45703        | 2000 FH19  | 29 mar 2000 | Socorro       | LINEAR          | —         | MPC                           |
| 45704        | 2000 FZ19  | 29 mar 2000 | Socorro       | LINEAR          | —         | MPC                           |
| 45705        | 2000 FD31  | 28 mar 2000 | Socorro       | LINEAR          | —         | MPC                           |
| 45706        | 2000 FT31  | 29 mar 2000 | Socorro       | LINEAR          | —         | MPC                           |
| 45707        | 2000 FZ31  | 29 mar 2000 | Socorro       | LINEAR          | —         | MPC                           |
| 45708        | 2000 FD35  | 29 mar 2000 | Socorro       | LINEAR          | —         | MPC                           |
| 45709        | 2000 FR36  | 29 mar 2000 | Socorro       | LINEAR          | —         | MPC                           |
| 45710        | 2000 FD40  | 29 mar 2000 | Socorro       | LINEAR          | —         | MPC                           |
| 45711        | 2000 FD43  | 28 mar 2000 | Socorro       | LINEAR          | —         | MPC                           |
| 45712        | 2000 FR44  | 29 mar 2000 | Socorro       | LINEAR          | Brangane  | MPC                           |
| 45713        | 2000 FK51  | 29 mar 2000 | Kitt Peak     | Spacewatch      | —         | MPC                           |
| 45714        | 2000 FV58  | 26 mar 2000 | Anderson Mesa | LONEOS          | Brangane  | MPC                           |
| 45715        | 2000 FR66  | 25 mar 2000 | Kitt Peak     | Spacewatch      | —         | MPC                           |
| 45716        | 2000 GK8   | 5 abr 2000  | Socorro       | LINEAR          | —         | MPC                           |
| 45717        | 2000 GZ11  | 5 abr 2000  | Socorro       | LINEAR          | Ursula    | MPC                           |
| 45718        | 2000 GO21  | 5 abr 2000  | Socorro       | LINEAR          | —         | MPC                           |
| 45719        | 2000 GR26  | 5 abr 2000  | Socorro       | LINEAR          | —         | MPC                           |
| 45720        | 2000 GZ33  | 5 abr 2000  | Socorro       | LINEAR          | —         | MPC                           |
| 45721        | 2000 GZ42  | 5 abr 2000  | Socorro       | LINEAR          | Juno      | MPC                           |
| 45722        | 2000 GA56  | 5 abr 2000  | Socorro       | LINEAR          | —         | MPC                           |
| 45723        | 2000 GN58  | 5 abr 2000  | Socorro       | LINEAR          | —         | MPC                           |
| 45724        | 2000 GJ68  | 5 abr 2000  | Socorro       | LINEAR          | Brangane  | MPC                           |
| 45725        | 2000 GJ77  | 5 abr 2000  | Socorro       | LINEAR          | —         | MPC                           |
| 45726        | 2000 GL83  | 3 abr 2000  | Socorro       | LINEAR          | —         | MPC                           |
| 45727        | 2000 GQ83  | 3 abr 2000  | Socorro       | LINEAR          | —         | MPC                           |
| 45728        | 2000 GC86  | 4 abr 2000  | Socorro       | LINEAR          | —         | MPC                           |
| 45729        | 2000 GB89  | 4 abr 2000  | Socorro       | LINEAR          | —         | MPC                           |
| 45730        | 2000 GS106 | 7 abr 2000  | Socorro       | LINEAR          | —         | MPC                           |
| 45731        | 2000 GM124 | 7 abr 2000  | Socorro       | LINEAR          | —         | MPC                           |
| 45732        | 2000 GL136 | 12 abr 2000 | Socorro       | LINEAR          | Brangane  | MPC                           |
| 45733        | 2000 GV139 | 4 abr 2000  | Anderson Mesa | LONEOS          | —         | MPC                           |
| 45734        | 2000 GN140 | 4 abr 2000  | Anderson Mesa | LONEOS          | —         | MPC                           |
| 45735        | 2000 GC159 | 7 abr 2000  | Socorro       | LINEAR          | —         | MPC                           |
| 45736        | 2000 GA170 | 4 abr 2000  | Anderson Mesa | LONEOS          | —         | MPC                           |
| 45737 Benita | 2000 HB    | 22 abr 2000 | Boca Raton    | B. A. Segal     | —         | MPC                           |
| 45738        | 2000 HY19  | 27 abr 2000 | Kitt Peak     | Spacewatch      | —         | MPC                           |
| 45739        | 2000 HR25  | 24 abr 2000 | Anderson Mesa | LONEOS          | —         | MPC                           |
| 45740        | 2000 HG27  | 27 abr 2000 | Socorro       | LINEAR          | —         | MPC                           |
| 45741        | 2000 HT33  | 24 abr 2000 | Anderson Mesa | LONEOS          | —         | MPC                           |
| 45742        | 2000 HJ44  | 26 abr 2000 | Anderson Mesa | LONEOS          | —         | MPC                           |
| 45743        | 2000 HR53  | 29 abr 2000 | Socorro       | LINEAR          | Brangane  | MPC                           |
| 45744        | 2000 HU57  | 24 abr 2000 | Anderson Mesa | LONEOS          | —         | MPC                           |
| 45745        | 2000 HU84  | 30 abr 2000 | Haleakalā     | NEAT            | Pallas    | MPC                           |
| 45746        | 2000 JW14  | 6 mai 2000  | Socorro       | LINEAR          | —         | MPC                           |
| 45747        | 2000 JR38  | 7 mai 2000  | Socorro       | LINEAR          | —         | MPC                           |
| 45748        | 2000 JD62  | 7 mai 2000  | Socorro       | LINEAR          | —         | MPC                           |
| 45749        | 2000 JR64  | 4 mai 2000  | Anderson Mesa | LONEOS          | —         | MPC                           |
| 45750        | 2000 JC65  | 5 mai 2000  | Socorro       | LINEAR          | —         | MPC                           |
| 45751        | 2000 JH66  | 6 mai 2000  | Socorro       | LINEAR          | —         | MPC                           |
| 45752        | 2000 JY70  | 1 mai 2000  | Anderson Mesa | LONEOS          | Brangane  | MPC                           |
| 45753        | 2000 JL72  | 1 mai 2000  | Kitt Peak     | Spacewatch      | —         | MPC                           |
| 45754        | 2000 KC14  | 28 mai 2000 | Socorro       | LINEAR          | —         | MPC                           |
| 45755        | 2000 KL18  | 28 mai 2000 | Socorro       | LINEAR          | —         | MPC                           |
| 45756        | 2000 KV26  | 28 mai 2000 | Socorro       | LINEAR          | —         | MPC                           |
| 45757        | 2000 KH29  | 28 mai 2000 | Socorro       | LINEAR          | —         | MPC                           |
| 45758        | 2000 KN29  | 28 mai 2000 | Socorro       | LINEAR          | Ursula    | MPC                           |
| 45759        | 2000 KQ41  | 27 mai 2000 | Socorro       | LINEAR          | —         | MPC                           |
| 45760        | 2000 KY43  | 30 mai 2000 | Ondřejov      | P. Kušnirák     | —         | MPC                           |
| 45761        | 2000 KF45  | 30 mai 2000 | Kitt Peak     | Spacewatch      | —         | MPC                           |
| 45762        | 2000 KK76  | 27 mai 2000 | Socorro       | LINEAR          | —         | MPC                           |
| 45763        | 2000 KB77  | 27 mai 2000 | Socorro       | LINEAR          | —         | MPC                           |
| 45764        | 2000 LV    | 2 jun 2000  | Reedy Creek   | J. Broughton    | —         | MPC                           |
| 45765        | 2000 LJ3   | 4 jun 2000  | Socorro       | LINEAR          | —         | MPC                           |
| 45766        | 2000 LX5   | 6 jun 2000  | Reedy Creek   | J. Broughton    | —         | MPC                           |
| 45767        | 2000 LU17  | 8 jun 2000  | Socorro       | LINEAR          | —         | MPC                           |
| 45768        | 2000 LF28  | 6 jun 2000  | Anderson Mesa | LONEOS          | —         | MPC                           |
| 45769        | 2000 LP36  | 1 jun 2000  | Haleakalā     | NEAT            | —         | MPC                           |
| 45770        | 2000 NM2   | 5 jul 2000  | Prescott      | P. G. Comba     | —         | MPC                           |
| 45771        | 2000 NE5   | 7 jul 2000  | Socorro       | LINEAR          | —         | MPC                           |
| 45772        | 2000 NR16  | 5 jul 2000  | Anderson Mesa | LONEOS          | —         | MPC                           |
| 45773        | 2000 NL22  | 7 jul 2000  | Anderson Mesa | LONEOS          | —         | MPC                           |
| 45774        | 2000 NH24  | 4 jul 2000  | Anderson Mesa | LONEOS          | —         | MPC                           |
| 45775        | 2000 NP27  | 4 jul 2000  | Anderson Mesa | LONEOS          | —         | MPC                           |
| 45776        | 2000 NZ28  | 2 jul 2000  | Kitt Peak     | Spacewatch      | —         | MPC                           |
| 45777        | 2000 OZ4   | 24 jul 2000 | Socorro       | LINEAR          | Phocaea   | MPC                           |
| 45778        | 2000 OG5   | 24 jul 2000 | Socorro       | LINEAR          | —         | MPC                           |
| 45779        | 2000 OR6   | 29 jul 2000 | Socorro       | LINEAR          | —         | MPC                           |
| 45780        | 2000 OA12  | 23 jul 2000 | Socorro       | LINEAR          | —         | MPC                           |
| 45781        | 2000 OD12  | 23 jul 2000 | Socorro       | LINEAR          | —         | MPC                           |
| 45782        | 2000 OE14  | 23 jul 2000 | Socorro       | LINEAR          | —         | MPC                           |
| 45783        | 2000 OV16  | 23 jul 2000 | Socorro       | LINEAR          | —         | MPC                           |
| 45784        | 2000 OZ17  | 23 jul 2000 | Socorro       | LINEAR          | —         | MPC                           |
| 45785        | 2000 OT19  | 30 jul 2000 | Socorro       | LINEAR          | —         | MPC                           |
| 45786        | 2000 OE20  | 30 jul 2000 | Socorro       | LINEAR          | —         | MPC                           |
| 45787        | 2000 OJ24  | 23 jul 2000 | Socorro       | LINEAR          | —         | MPC                           |
| 45788        | 2000 OH25  | 23 jul 2000 | Socorro       | LINEAR          | —         | MPC                           |
| 45789        | 2000 OZ26  | 23 jul 2000 | Socorro       | LINEAR          | —         | MPC                           |
| 45790        | 2000 ON42  | 30 jul 2000 | Socorro       | LINEAR          | —         | MPC                           |
| 45791        | 2000 OD45  | 30 jul 2000 | Socorro       | LINEAR          | —         | MPC                           |
| 45792        | 2000 OF45  | 30 jul 2000 | Socorro       | LINEAR          | —         | MPC                           |
| 45793        | 2000 OL48  | 31 jul 2000 | Socorro       | LINEAR          | —         | MPC                           |
| 45794        | 2000 OM48  | 31 jul 2000 | Socorro       | LINEAR          | Mitidika  | MPC                           |
| 45795        | 2000 OY49  | 31 jul 2000 | Socorro       | LINEAR          | —         | MPC                           |
| 45796        | 2000 OG54  | 29 jul 2000 | Anderson Mesa | LONEOS          | —         | MPC                           |
| 45797        | 2000 PK1   | 1 ago 2000  | Socorro       | LINEAR          | —         | MPC                           |
| 45798        | 2000 PH16  | 1 ago 2000  | Socorro       | LINEAR          | —         | MPC                           |
| 45799        | 2000 PZ18  | 1 ago 2000  | Socorro       | LINEAR          | —         | MPC                           |
| 45800        | 2000 PB22  | 1 ago 2000  | Socorro       | LINEAR          | —         | MPC                           |

## 45801–45900
| Designação | Designação | Descoberta  | Descoberta      | Descobridor(es) | Categoria | Mais informações / Referência |
| Permanente | Provisória | Data        | Local           | Descobridor(es) | Categoria | Mais informações / Referência |
| ---------- | ---------- | ----------- | --------------- | --------------- | --------- | ----------------------------- |
| 45801      | 2000 PF28  | 4 ago 2000  | Haleakalā       | NEAT            | —         | MPC                           |
| 45802      | 2000 PV29  | 5 ago 2000  | Mauna Kea       | M. J. Holman    | —         | MPC                           |
| 45803      | 2000 QH1   | 23 ago 2000 | Reedy Creek     | J. Broughton    | —         | MPC                           |
| 45804      | 2000 QP2   | 24 ago 2000 | Socorro         | LINEAR          | —         | MPC                           |
| 45805      | 2000 QU18  | 24 ago 2000 | Socorro         | LINEAR          | —         | MPC                           |
| 45806      | 2000 QN20  | 24 ago 2000 | Socorro         | LINEAR          | —         | MPC                           |
| 45807      | 2000 QY20  | 24 ago 2000 | Socorro         | LINEAR          | —         | MPC                           |
| 45808      | 2000 QG24  | 25 ago 2000 | Socorro         | LINEAR          | —         | MPC                           |
| 45809      | 2000 QH28  | 24 ago 2000 | Socorro         | LINEAR          | —         | MPC                           |
| 45810      | 2000 QP32  | 26 ago 2000 | Socorro         | LINEAR          | —         | MPC                           |
| 45811      | 2000 QN38  | 24 ago 2000 | Socorro         | LINEAR          | —         | MPC                           |
| 45812      | 2000 QV39  | 24 ago 2000 | Socorro         | LINEAR          | —         | MPC                           |
| 45813      | 2000 QA45  | 24 ago 2000 | Socorro         | LINEAR          | —         | MPC                           |
| 45814      | 2000 QJ61  | 28 ago 2000 | Socorro         | LINEAR          | —         | MPC                           |
| 45815      | 2000 QF67  | 28 ago 2000 | Socorro         | LINEAR          | —         | MPC                           |
| 45816      | 2000 QO72  | 24 ago 2000 | Socorro         | LINEAR          | —         | MPC                           |
| 45817      | 2000 QM78  | 24 ago 2000 | Socorro         | LINEAR          | —         | MPC                           |
| 45818      | 2000 QG79  | 24 ago 2000 | Socorro         | LINEAR          | —         | MPC                           |
| 45819      | 2000 QL101 | 28 ago 2000 | Socorro         | LINEAR          | —         | MPC                           |
| 45820      | 2000 QQ102 | 28 ago 2000 | Socorro         | LINEAR          | —         | MPC                           |
| 45821      | 2000 QS114 | 24 ago 2000 | Socorro         | LINEAR          | —         | MPC                           |
| 45822      | 2000 QQ116 | 28 ago 2000 | Socorro         | LINEAR          | —         | MPC                           |
| 45823      | 2000 QC120 | 25 ago 2000 | Socorro         | LINEAR          | —         | MPC                           |
| 45824      | 2000 QB122 | 25 ago 2000 | Socorro         | LINEAR          | —         | MPC                           |
| 45825      | 2000 QW123 | 25 ago 2000 | Socorro         | LINEAR          | Juno      | MPC                           |
| 45826      | 2000 QX128 | 25 ago 2000 | Socorro         | LINEAR          | —         | MPC                           |
| 45827      | 2000 QV149 | 25 ago 2000 | Socorro         | LINEAR          | —         | MPC                           |
| 45828      | 2000 QK157 | 31 ago 2000 | Socorro         | LINEAR          | —         | MPC                           |
| 45829      | 2000 QR166 | 31 ago 2000 | Socorro         | LINEAR          | —         | MPC                           |
| 45830      | 2000 QW181 | 31 ago 2000 | Socorro         | LINEAR          | —         | MPC                           |
| 45831      | 2000 QW184 | 26 ago 2000 | Socorro         | LINEAR          | —         | MPC                           |
| 45832      | 2000 QK186 | 26 ago 2000 | Socorro         | LINEAR          | —         | MPC                           |
| 45833      | 2000 QX188 | 26 ago 2000 | Socorro         | LINEAR          | —         | MPC                           |
| 45834      | 2000 QU229 | 31 ago 2000 | Socorro         | LINEAR          | —         | MPC                           |
| 45835      | 2000 RZ    | 1 set 2000  | Socorro         | LINEAR          | —         | MPC                           |
| 45836      | 2000 RT21  | 1 set 2000  | Socorro         | LINEAR          | —         | MPC                           |
| 45837      | 2000 RD27  | 1 set 2000  | Socorro         | LINEAR          | —         | MPC                           |
| 45838      | 2000 RV30  | 1 set 2000  | Socorro         | LINEAR          | —         | MPC                           |
| 45839      | 2000 RQ37  | 3 set 2000  | Socorro         | LINEAR          | Juno      | MPC                           |
| 45840      | 2000 RU44  | 3 set 2000  | Socorro         | LINEAR          | —         | MPC                           |
| 45841      | 2000 RX55  | 5 set 2000  | Socorro         | LINEAR          | —         | MPC                           |
| 45842      | 2000 RC66  | 1 set 2000  | Socorro         | LINEAR          | —         | MPC                           |
| 45843      | 2000 RL73  | 2 set 2000  | Socorro         | LINEAR          | —         | MPC                           |
| 45844      | 2000 RN74  | 3 set 2000  | Socorro         | LINEAR          | —         | MPC                           |
| 45845      | 2000 RM75  | 3 set 2000  | Socorro         | LINEAR          | —         | MPC                           |
| 45846      | 2000 RA96  | 4 set 2000  | Anderson Mesa   | LONEOS          | —         | MPC                           |
| 45847      | 2000 RC96  | 4 set 2000  | Anderson Mesa   | LONEOS          | —         | MPC                           |
| 45848      | 2000 SY11  | 20 set 2000 | Socorro         | LINEAR          | —         | MPC                           |
| 45849      | 2000 SG98  | 23 set 2000 | Socorro         | LINEAR          | —         | MPC                           |
| 45850      | 2000 SH209 | 25 set 2000 | Socorro         | LINEAR          | —         | MPC                           |
| 45851      | 2000 SH239 | 27 set 2000 | Socorro         | LINEAR          | —         | MPC                           |
| 45852      | 2000 SG259 | 24 set 2000 | Socorro         | LINEAR          | —         | MPC                           |
| 45853      | 2000 SN263 | 26 set 2000 | Socorro         | LINEAR          | —         | MPC                           |
| 45854      | 2000 SR285 | 23 set 2000 | Socorro         | LINEAR          | —         | MPC                           |
| 45855      | 2000 TA2   | 3 out 2000  | Bisei SG Center | BATTeRS         | —         | MPC                           |
| 45856      | 2000 TO38  | 1 out 2000  | Socorro         | LINEAR          | —         | MPC                           |
| 45857      | 2000 TH61  | 2 out 2000  | Anderson Mesa   | LONEOS          | Phocaea   | MPC                           |
| 45858      | 2000 UP7   | 24 out 2000 | Socorro         | LINEAR          | —         | MPC                           |
| 45859      | 2000 UG13  | 25 out 2000 | Socorro         | LINEAR          | —         | MPC                           |
| 45860      | 2000 UG27  | 24 out 2000 | Socorro         | LINEAR          | —         | MPC                           |
| 45861      | 2000 UZ37  | 24 out 2000 | Socorro         | LINEAR          | —         | MPC                           |
| 45862      | 2000 UQ51  | 24 out 2000 | Socorro         | LINEAR          | Juno      | MPC                           |
| 45863      | 2000 UQ81  | 24 out 2000 | Socorro         | LINEAR          | —         | MPC                           |
| 45864      | 2000 UO97  | 25 out 2000 | Socorro         | LINEAR          | —         | MPC                           |
| 45865      | 2000 UT97  | 25 out 2000 | Socorro         | LINEAR          | —         | MPC                           |
| 45866      | 2000 UX109 | 31 out 2000 | Socorro         | LINEAR          | —         | MPC                           |
| 45867      | 2000 VS17  | 1 nov 2000  | Socorro         | LINEAR          | —         | MPC                           |
| 45868      | 2000 VB20  | 1 nov 2000  | Socorro         | LINEAR          | —         | MPC                           |
| 45869      | 2000 VG34  | 1 nov 2000  | Socorro         | LINEAR          | —         | MPC                           |
| 45870      | 2000 VW37  | 1 nov 2000  | Socorro         | LINEAR          | —         | MPC                           |
| 45871      | 2000 VD38  | 1 nov 2000  | Socorro         | LINEAR          | —         | MPC                           |
| 45872      | 2000 VR49  | 2 nov 2000  | Socorro         | LINEAR          | —         | MPC                           |
| 45873      | 2000 VK61  | 9 nov 2000  | Socorro         | LINEAR          | —         | MPC                           |
| 45874      | 2000 WM3   | 17 nov 2000 | Socorro         | LINEAR          | Juno      | MPC                           |
| 45875      | 2000 WJ19  | 25 nov 2000 | Fountain Hills  | C. W. Juels     | —         | MPC                           |
| 45876      | 2000 WD27  | 26 nov 2000 | Desert Beaver   | W. K. Y. Yeung  | —         | MPC                           |
| 45877      | 2000 WR29  | 21 nov 2000 | Socorro         | LINEAR          | —         | MPC                           |
| 45878      | 2000 WX29  | 23 nov 2000 | Bisei SG Center | BATTeRS         | Juno      | MPC                           |
| 45879      | 2000 WR33  | 20 nov 2000 | Socorro         | LINEAR          | —         | MPC                           |
| 45880      | 2000 WG49  | 21 nov 2000 | Socorro         | LINEAR          | Juno      | MPC                           |
| 45881      | 2000 WD55  | 20 nov 2000 | Socorro         | LINEAR          | —         | MPC                           |
| 45882      | 2000 WX61  | 21 nov 2000 | Socorro         | LINEAR          | —         | MPC                           |
| 45883      | 2000 WL87  | 20 nov 2000 | Socorro         | LINEAR          | —         | MPC                           |
| 45884      | 2000 WB93  | 21 nov 2000 | Socorro         | LINEAR          | —         | MPC                           |
| 45885      | 2000 WX95  | 21 nov 2000 | Socorro         | LINEAR          | —         | MPC                           |
| 45886      | 2000 WL115 | 20 nov 2000 | Socorro         | LINEAR          | —         | MPC                           |
| 45887      | 2000 WS117 | 20 nov 2000 | Socorro         | LINEAR          | —         | MPC                           |
| 45888      | 2000 WL130 | 20 nov 2000 | Kitt Peak       | Spacewatch      | —         | MPC                           |
| 45889      | 2000 WU130 | 20 nov 2000 | Anderson Mesa   | LONEOS          | —         | MPC                           |
| 45890      | 2000 WS169 | 26 nov 2000 | Desert Beaver   | W. K. Y. Yeung  | —         | MPC                           |
| 45891      | 2000 WG178 | 28 nov 2000 | Kitt Peak       | Spacewatch      | —         | MPC                           |
| 45892      | 2000 WR179 | 26 nov 2000 | Socorro         | LINEAR          | —         | MPC                           |
| 45893      | 2000 XL7   | 1 dez 2000  | Socorro         | LINEAR          | —         | MPC                           |
| 45894      | 2000 XW15  | 1 dez 2000  | Socorro         | LINEAR          | —         | MPC                           |
| 45895      | 2000 XV25  | 4 dez 2000  | Socorro         | LINEAR          | —         | MPC                           |
| 45896      | 2000 XT27  | 4 dez 2000  | Socorro         | LINEAR          | —         | MPC                           |
| 45897      | 2000 XB28  | 4 dez 2000  | Socorro         | LINEAR          | —         | MPC                           |
| 45898      | 2000 XQ49  | 4 dez 2000  | Socorro         | LINEAR          | Juno      | MPC                           |
| 45899      | 2000 XS49  | 4 dez 2000  | Socorro         | LINEAR          | —         | MPC                           |
| 45900      | 2000 YG10  | 20 dez 2000 | Socorro         | LINEAR          | Juno      | MPC                           |

## 45901–46000
| Designação | Designação | Descoberta  | Descoberta    | Descobridor(es) | Categoria | Mais informações / Referência |
| Permanente | Provisória | Data        | Local         | Descobridor(es) | Categoria | Mais informações / Referência |
| ---------- | ---------- | ----------- | ------------- | --------------- | --------- | ----------------------------- |
| 45901      | 2000 YH16  | 23 dez 2000 | Desert Beaver | W. K. Y. Yeung  | —         | MPC                           |
| 45902      | 2000 YJ18  | 20 dez 2000 | Socorro       | LINEAR          | —         | MPC                           |
| 45903      | 2000 YL18  | 20 dez 2000 | Socorro       | LINEAR          | —         | MPC                           |
| 45904      | 2000 YV29  | 27 dez 2000 | Oizumi        | T. Kobayashi    | Phocaea   | MPC                           |
| 45905      | 2000 YF34  | 28 dez 2000 | Socorro       | LINEAR          | —         | MPC                           |
| 45906      | 2000 YW34  | 28 dez 2000 | Socorro       | LINEAR          | —         | MPC                           |
| 45907      | 2000 YC35  | 28 dez 2000 | Socorro       | LINEAR          | —         | MPC                           |
| 45908      | 2000 YE51  | 30 dez 2000 | Socorro       | LINEAR          | —         | MPC                           |
| 45909      | 2000 YE53  | 30 dez 2000 | Socorro       | LINEAR          | —         | MPC                           |
| 45910      | 2000 YN57  | 30 dez 2000 | Socorro       | LINEAR          | —         | MPC                           |
| 45911      | 2000 YX63  | 30 dez 2000 | Socorro       | LINEAR          | —         | MPC                           |
| 45912      | 2000 YZ64  | 30 dez 2000 | Kitt Peak     | Spacewatch      | —         | MPC                           |
| 45913      | 2000 YV67  | 28 dez 2000 | Socorro       | LINEAR          | —         | MPC                           |
| 45914      | 2000 YE68  | 28 dez 2000 | Socorro       | LINEAR          | —         | MPC                           |
| 45915      | 2000 YN68  | 28 dez 2000 | Socorro       | LINEAR          | —         | MPC                           |
| 45916      | 2000 YU68  | 28 dez 2000 | Socorro       | LINEAR          | —         | MPC                           |
| 45917      | 2000 YE91  | 30 dez 2000 | Socorro       | LINEAR          | —         | MPC                           |
| 45918      | 2000 YT96  | 30 dez 2000 | Socorro       | LINEAR          | —         | MPC                           |
| 45919      | 2000 YZ103 | 28 dez 2000 | Socorro       | LINEAR          | —         | MPC                           |
| 45920      | 2000 YP104 | 28 dez 2000 | Socorro       | LINEAR          | —         | MPC                           |
| 45921      | 2000 YU104 | 28 dez 2000 | Socorro       | LINEAR          | —         | MPC                           |
| 45922      | 2000 YN105 | 28 dez 2000 | Socorro       | LINEAR          | —         | MPC                           |
| 45923      | 2000 YV107 | 30 dez 2000 | Socorro       | LINEAR          | —         | MPC                           |
| 45924      | 2000 YZ108 | 30 dez 2000 | Socorro       | LINEAR          | —         | MPC                           |
| 45925      | 2000 YK111 | 30 dez 2000 | Socorro       | LINEAR          | —         | MPC                           |
| 45926      | 2000 YT112 | 30 dez 2000 | Socorro       | LINEAR          | —         | MPC                           |
| 45927      | 2000 YR113 | 30 dez 2000 | Socorro       | LINEAR          | —         | MPC                           |
| 45928      | 2000 YB116 | 30 dez 2000 | Socorro       | LINEAR          | —         | MPC                           |
| 45929      | 2000 YP116 | 30 dez 2000 | Socorro       | LINEAR          | —         | MPC                           |
| 45930      | 2000 YQ117 | 30 dez 2000 | Socorro       | LINEAR          | —         | MPC                           |
| 45931      | 2000 YF121 | 21 dez 2000 | Socorro       | LINEAR          | —         | MPC                           |
| 45932      | 2000 YT121 | 22 dez 2000 | Haleakalā     | NEAT            | Phocaea   | MPC                           |
| 45933      | 2000 YU128 | 29 dez 2000 | Haleakala     | NEAT            | —         | MPC                           |
| 45934      | 2000 YK129 | 29 dez 2000 | Kitt Peak     | Spacewatch      | —         | MPC                           |
| 45935      | 2000 YU132 | 30 dez 2000 | Anderson Mesa | LONEOS          | Phocaea   | MPC                           |
| 45936      | 2000 YB133 | 30 dez 2000 | Anderson Mesa | LONEOS          | Brangane  | MPC                           |
| 45937      | 2000 YD133 | 30 dez 2000 | Anderson Mesa | LONEOS          | —         | MPC                           |
| 45938      | 2001 AV4   | 2 jan 2001  | Socorro       | LINEAR          | —         | MPC                           |
| 45939      | 2001 AE7   | 2 jan 2001  | Socorro       | LINEAR          | —         | MPC                           |
| 45940      | 2001 AZ10  | 2 jan 2001  | Socorro       | LINEAR          | —         | MPC                           |
| 45941      | 2001 AM13  | 2 jan 2001  | Socorro       | LINEAR          | —         | MPC                           |
| 45942      | 2001 AX13  | 2 jan 2001  | Socorro       | LINEAR          | —         | MPC                           |
| 45943      | 2001 AU16  | 2 jan 2001  | Socorro       | LINEAR          | —         | MPC                           |
| 45944      | 2001 AW16  | 2 jan 2001  | Socorro       | LINEAR          | —         | MPC                           |
| 45945      | 2001 AM17  | 2 jan 2001  | Socorro       | LINEAR          | —         | MPC                           |
| 45946      | 2001 AU17  | 2 jan 2001  | Socorro       | LINEAR          | —         | MPC                           |
| 45947      | 2001 AY17  | 2 jan 2001  | Socorro       | LINEAR          | —         | MPC                           |
| 45948      | 2001 AP18  | 2 jan 2001  | Socorro       | LINEAR          | —         | MPC                           |
| 45949      | 2001 AS23  | 3 jan 2001  | Socorro       | LINEAR          | —         | MPC                           |
| 45950      | 2001 AL25  | 4 jan 2001  | Socorro       | LINEAR          | Juno      | MPC                           |
| 45951      | 2001 AE29  | 4 jan 2001  | Socorro       | LINEAR          | —         | MPC                           |
| 45952      | 2001 AS31  | 4 jan 2001  | Socorro       | LINEAR          | —         | MPC                           |
| 45953      | 2001 AZ33  | 4 jan 2001  | Socorro       | LINEAR          | —         | MPC                           |
| 45954      | 2001 AP38  | 3 jan 2001  | Anderson Mesa | LONEOS          | —         | MPC                           |
| 45955      | 2001 AK40  | 3 jan 2001  | Anderson Mesa | LONEOS          | —         | MPC                           |
| 45956      | 2001 AG41  | 3 jan 2001  | Socorro       | LINEAR          | —         | MPC                           |
| 45957      | 2001 AQ44  | 15 jan 2001 | Oizumi        | T. Kobayashi    | —         | MPC                           |
| 45958      | 2001 AF45  | 15 jan 2001 | Oizumi        | T. Kobayashi    | —         | MPC                           |
| 45959      | 2001 AA51  | 15 jan 2001 | Kitt Peak     | Spacewatch      | —         | MPC                           |
| 45960      | 2001 BX    | 17 jan 2001 | Oizumi        | T. Kobayashi    | Juno      | MPC                           |
| 45961      | 2001 BA6   | 18 jan 2001 | Socorro       | LINEAR          | —         | MPC                           |
| 45962      | 2001 BM11  | 20 jan 2001 | Haleakalā     | NEAT            | Juno      | MPC                           |
| 45963      | 2001 BX14  | 21 jan 2001 | Oizumi        | T. Kobayashi    | —         | MPC                           |
| 45964      | 2001 BE15  | 21 jan 2001 | Oizumi        | T. Kobayashi    | —         | MPC                           |
| 45965      | 2001 BP20  | 19 jan 2001 | Socorro       | LINEAR          | —         | MPC                           |
| 45966      | 2001 BS23  | 20 jan 2001 | Socorro       | LINEAR          | —         | MPC                           |
| 45967      | 2001 BF24  | 20 jan 2001 | Socorro       | LINEAR          | —         | MPC                           |
| 45968      | 2001 BG25  | 20 jan 2001 | Socorro       | LINEAR          | —         | MPC                           |
| 45969      | 2001 BC26  | 20 jan 2001 | Socorro       | LINEAR          | —         | MPC                           |
| 45970      | 2001 BZ27  | 20 jan 2001 | Socorro       | LINEAR          | —         | MPC                           |
| 45971      | 2001 BF29  | 20 jan 2001 | Socorro       | LINEAR          | —         | MPC                           |
| 45972      | 2001 BU30  | 20 jan 2001 | Socorro       | LINEAR          | —         | MPC                           |
| 45973      | 2001 BP33  | 20 jan 2001 | Socorro       | LINEAR          | —         | MPC                           |
| 45974      | 2001 BG35  | 20 jan 2001 | Socorro       | LINEAR          | —         | MPC                           |
| 45975      | 2001 BV40  | 21 jan 2001 | Socorro       | LINEAR          | —         | MPC                           |
| 45976      | 2001 BT41  | 25 jan 2001 | Kitt Peak     | Spacewatch      | —         | MPC                           |
| 45977      | 2001 BU44  | 19 jan 2001 | Socorro       | LINEAR          | —         | MPC                           |
| 45978      | 2001 BY44  | 19 jan 2001 | Socorro       | LINEAR          | —         | MPC                           |
| 45979      | 2001 BZ46  | 21 jan 2001 | Socorro       | LINEAR          | —         | MPC                           |
| 45980      | 2001 BT48  | 21 jan 2001 | Socorro       | LINEAR          | Phocaea   | MPC                           |
| 45981      | 2001 BW50  | 28 jan 2001 | Oizumi        | T. Kobayashi    | —         | MPC                           |
| 45982      | 2001 BE51  | 27 jan 2001 | Haleakalā     | NEAT            | —         | MPC                           |
| 45983      | 2001 BF54  | 18 jan 2001 | Kitt Peak     | Spacewatch      | —         | MPC                           |
| 45984      | 2001 BK56  | 19 jan 2001 | Socorro       | LINEAR          | —         | MPC                           |
| 45985      | 2001 BW59  | 26 jan 2001 | Socorro       | LINEAR          | —         | MPC                           |
| 45986      | 2001 BC66  | 26 jan 2001 | Socorro       | LINEAR          | —         | MPC                           |
| 45987      | 2001 BF66  | 26 jan 2001 | Socorro       | LINEAR          | —         | MPC                           |
| 45988      | 2001 BK66  | 26 jan 2001 | Socorro       | LINEAR          | —         | MPC                           |
| 45989      | 2001 BA67  | 30 jan 2001 | Socorro       | LINEAR          | —         | MPC                           |
| 45990      | 2001 BT69  | 31 jan 2001 | Socorro       | LINEAR          | —         | MPC                           |
| 45991      | 2001 BQ70  | 26 jan 2001 | Socorro       | LINEAR          | —         | MPC                           |
| 45992      | 2001 BX70  | 29 jan 2001 | Socorro       | LINEAR          | —         | MPC                           |
| 45993      | 2001 BE71  | 29 jan 2001 | Socorro       | LINEAR          | —         | MPC                           |
| 45994      | 2001 BQ71  | 29 jan 2001 | Socorro       | LINEAR          | —         | MPC                           |
| 45995      | 2001 BB72  | 31 jan 2001 | Socorro       | LINEAR          | —         | MPC                           |
| 45996      | 2001 BY72  | 27 jan 2001 | Haleakalā     | NEAT            | —         | MPC                           |
| 45997      | 2001 BO73  | 29 jan 2001 | Socorro       | LINEAR          | —         | MPC                           |
| 45998      | 2001 BZ75  | 26 jan 2001 | Socorro       | LINEAR          | —         | MPC                           |
| 45999      | 2001 BE77  | 26 jan 2001 | Socorro       | LINEAR          | —         | MPC                           |
| 46000      | 2001 BO79  | 21 jan 2001 | Socorro       | LINEAR          | —         | MPC                           |